# 29e cérémonie des AVN Awards
La 29e cérémonie de remises des AVN Awards, organisée par le magazine Adult Video News, se déroule le 21 janvier 2012 au Hard Rock Hotel and Casino, à Las Vegas.
Présentée par Bree Olson, Sunny Leone et Dave Attell, elle permet l'attribution de plus de 130 prix, dans quatre grandes catégories : films pornographiques, commerce et distribution, jouets sexuels, web et technologie.
Les principaux lauréats sont Bobbi Starr (actrice de l'année et dont les débuts comme réalisatrice sont salués par un trophée), Asa Akira (6 récompenses), Manuel Ferrara (acteur de l'année pour la 4e fois) et Brooklyn Lee (5 récompenses). Portrait of a Call Girl est titré film de l'année (Movie of the Year), prix décerné pour la première fois. Pour ce qui est des studios, Elegant Angel reçoit au total 21 prix, Evil Angel 12 et Jules Jordan Video 12 également.

## Attribution des AVN Awards 2012

### Eligibilité
Les AVN Awards décernés au cours de cérémonie du 21 janvier 2012 récompensent les films pornographiques sortis entre le 1er octobre 2010 et le 30 septembre 2011.
Les critères d'éligibilité sont légèrement modifiés pour tenir compte de la place croissante de la VOD dans la distribution des films pornographiques. Comme les années précédentes, sont éligibles les films publiés entre le 1er octobre 2010 et le 30 septembre 2011 et disponibles auprès d'au moins 10 grossistes ou 100 détaillants à la date du 30 septembre 2011, mais un nouveau critère est ajouté rendant éligibles les films disponibles uniquement en VOD à la date du 30 septembre sous réserve qu'ils soient en stock auprès d'au moins 10 grossistes ou 100 détaillants au plus tard le 15 octobre 2011. Les séries doivent compter au moins trois titres dont deux publiés entre le 1er octobre 2010 et le 30 septembre 2011.

### Catégories
Comme chaque année, plusieurs modifications sont apportées aux prix accordés afin de refléter les dernières évolutions du marché. En 2012, AVN a notamment cherché à mieux prendre en compte la prolifération des parodies qui constituent aujourd'hui la quasi-totalité des films pornographiques scénarisés.
Parmi les nouveautés, il convient également de citer la création d'un prix destiné à récompenser le « film de l'année » (Movie of the Year), choisi parmi les gagnants des dix prix suivants : Best All-Sex Release, Best All-Sex Release – Mixed Format, Best All-Girl Release, Best Gonzo Release, Best Vignette Release, Best Comedy, Best Feature, Best Foreign Feature, Best Parody – Comedy et Best Parody – Drama.
Dans l'ensemble, les modifications apportées conduisent à une réduction notable du nombre de prix, qui reste cependant considérable :

### Nominations
Les nominations sont annoncées le 6 décembre 2011. Elles mettent particulièrement en valeur Bobbi Starr, nommée à 16 reprises (10 fois en tant qu'actrice, une fois en tant que réalisatrice, une fois pour son site web et quatre fois, indirectement, à travers les films qu'elle a réalisés). Au-delà, Andy San Dimas (11 nominations), Asa Akira (11), Gracie Glam (10), Alexis Texas (9), Brooklyn Lee (9) et Kagney Linn Karter (9) sont les actrices les plus nommées.

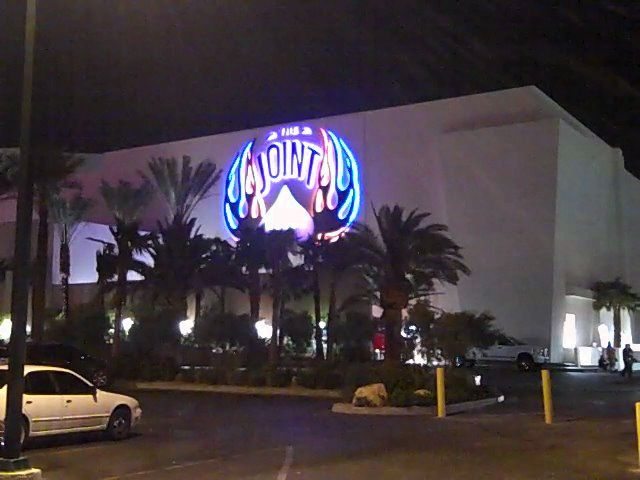
Le 29e AVN Awards Show se déroule à « The Joint », dans l'enceinte du Hard Rock Hotel and Casino

Du côté des acteurs, Mick Blue obtient 15 nominations, précédant James Deen et Toni Ribas (13 nominations). Manuel Ferrara, Mark Wood (es) et Ramon Nomar sont cités chacun 10 fois.
Comme chaque année, le grand nombre de prix décernés permet aux principaux producteurs et distributeurs d'enregistrer un grand nombre de nominations. Pour les AVN Awards 2012, Evil Angel arrive en tête avec 114 mentions, devant Jules Jordan Video (112).
The Rocki Whore Picture Show: A Hardcore Parody, réalisé par Brad Armstrong est le film qui récolte le plus de nominations (18) devant Spider-Man XXX: A Porn Parody d'Axel Braun (17).

### La cérémonie de remise:29eAVN Awards Show
La remise des AVN Awards 2012 a lieu le samedi 21 janvier 2012 à « The Joint », salle de concert de 4 000 places située dans l'enceinte du Hard Rock Hotel and Casino, à Las Vegas. Elle intervient ainsi sensiblement plus tard que les années précédentes, où elle s'était déroulée dans la première quinzaine du mois de janvier.
La cérémonie est présentée par Bree Olson, Sunny Leone et Dave Attell, comédien qui officie pour la seconde fois dans ce rôle. Les Trophy Girls sont Brett Rossi et Nicole Aniston.
Elle est égayée par un numéro d'acrobatie aérienne réalisé par l'actrice Belladonna.

### Résultats
Portrait of a Call Girl d'Elegant Angel Productions est sacré film de l'année (Movie of the Year) et meilleur film scénarisé (Best Feature) et vaut à Graham Travis le prix du meilleur réalisateur et à Jessie Andrews celui de la meilleure actrice. En nombre de récompenses, il est cependant dépassé par The Rocki Whore Picture Show: A Hardcore Parody (9 prix) et Asa Akira Is Insatiable 2 (7 prix).

## Palmarès détaillé

### Prix décernés aux acteurs

#### Interprète féminine de l'année(Female Performer of the Year)
- Bobbi Starr
- Nommées :
  - Asa Akira
  - Lexi Belle
  - Dana DeArmond
  - Gracie Glam
  - Allie Haze
  - Jesse Jane
  - Kagney Linn Karter
  - Kimberly Kane
  - Kayden Kross
  - Lily LaBeau
  - Phoenix Marie
  - Chanel Preston
  - Kristina Rose
  - Andy San Dimas
  - Alexis Texas

#### Interprète Masculin de l'année (Male Performer of the Year)
- Manuel Ferrara
- Nommés :
  - Mick Blue
  - Tom Byron
  - James Deen
  - Erik Everhard
  - Tommy Gunn
  - Keiran Lee
  - Ramon Nomar
  - Mr. Pete
  - Rocco Reed
  - Anthony Rosano
  - Lexington Steele
  - Evan Stone
  - Nacho Vidal
  - Prince Yahshua

#### Meilleure actrice (Best Actress)
- Jessie Andrews pour Portrait of a Call Girl (Elegant Angel Productions)
- Nommées :
  - Capri Anderson pour Runaway (Vivid Entertainment Group)
  - Tori Black pour Killer Bodies (Adam & Eve Pictures)
  - Jessica Drake pour Horizon (Wicked Pictures)
  - Allie Haze pour Lost and Found (New Sensations Romance)
  - Helly Mae Hellfire pour This Ain't Lady Gaga XXX (Hustler Video)
  - Kagney Linn Karter pour Official The Silence of the Lambs Parody (Orona Stevens/Zero Tolerance)
  - Kayden Kross pour Love & Marriage (Digital Playground)
  - Lily LaBeau pour The Incredible Hulk XXX: A Porn Parody (Vivid Entertainment Group)
  - Natasha Nice pour Dear Abby (New Sensations Romance)
  - Savanna Samson pour Savanna Samson Is the Masseuse (Vivid Entertainment Group)
  - Andy San Dimas pour Rezervoir Doggs: An Exquisite Films Parody (Exquisite Films)
  - Hillary Scott pour The Flintstones: A XXX Parody (New Sensations)
  - Bobbi Starr pour A Little Part of Me (New Sensations Romance)
  - Misty Stone pour Hustler's Untrue Hollywood Stories: Oprah (Hustler Video)

#### Meilleur acteur (Best Actor)
- Dale DaBone pour Elvis XXX: A Porn Parody (Axel Braun/Vivid Entertainment Group)
- Nommés :
  - James Bartholet (en) pour Saw: A Hardcore Parody (Blue Circus/Pulse)
  - Barrett Blade pour Killer Bodies (Adam & Eve Pictures)
  - Tom Byron pour Runaway (Vivid Entertainment Group)
  - Xander Corvus pour Lost and Found (New Sensations Romance)
  - Ryan Driller pour Superman XXX: A Porn Parody (Vivid Entertainment Group)
  - Ben English pour Official The Silence of the Lambs Parody (Orona Stevens/Zero Tolerance)
  - Seth Gamble pour Saturday Night Fever XXX: An Exquisite Films Parody (Paradox/Exquisite)
  - Jack Lawrence pour Anchorman: A XXX Parody (New Sensations)
  - Ryan McLane pour Official Psycho Parody (Orona Stevens/Zero Tolerance)
  - Tommy Pistol pour Taxi Driver: A XXX Parody (Pleasure Dynasty/Exile)
  - Anthony Rosano pour Rocky XXX: A Parody Thriller! (X-Play/Adam & Eve)
  - Randy Spears pour The Orgasm (Penthouse/Exile)
  - Evan Stone pour This Ain’t Ghostbusters XXX 3D (Hustler Video)
  - Mac Turner pour The Rocki Whore Picture Show: A Hardcore Parody (Wicked Pictures)

#### Actrice étrangère de l'année (Female Foreign Performer of the Year)
- Aleska Diamond
- Nommées :
  - Blue Angel
  - Black Angelika
  - Lou Charmelle
  - Liza Del Sierra
  - Cindy Dollar
  - Eufrat
  - Cathy Heaven
  - Franceska Jaimes
  - Gemma Massey
  - Aletta Ocean
  - Anna Polina
  - Jessie Volt
  - Tarra White
  - Zafira (es)

#### Acteur étranger de l'année (Male Foreign Performer of the Year)
- Rocco Siffredi
- Nommés :
  - James Brossman
  - Danny D
  - Cristian Devil
  - Omar Galanti
  - Timo Hardy
  - Choky Ice
  - Nick Lang
  - David Perry
  - Tristan Segal
  - George Uhl
  - Pascal White

#### Meilleure nouvelle starlette(Best New Starlet)
- Brooklyn Lee
- Nommés :
  - Abella Anderson
  - Aiden Ashley
  - Jessie Andrews
  - Bethany Benz
  - Lily Carter
  - Skin Diamond
  - Ash Hollywood
  - BiBi Jones
  - Jynx Maze
  - Holly Michaels
  - Selena Rose
  - Samantha Saint
  - Lexi Swallow
  - Lizz Tayler
  - Zoe Voss

#### Meilleur nouveau venu (Best Male Newcomer)

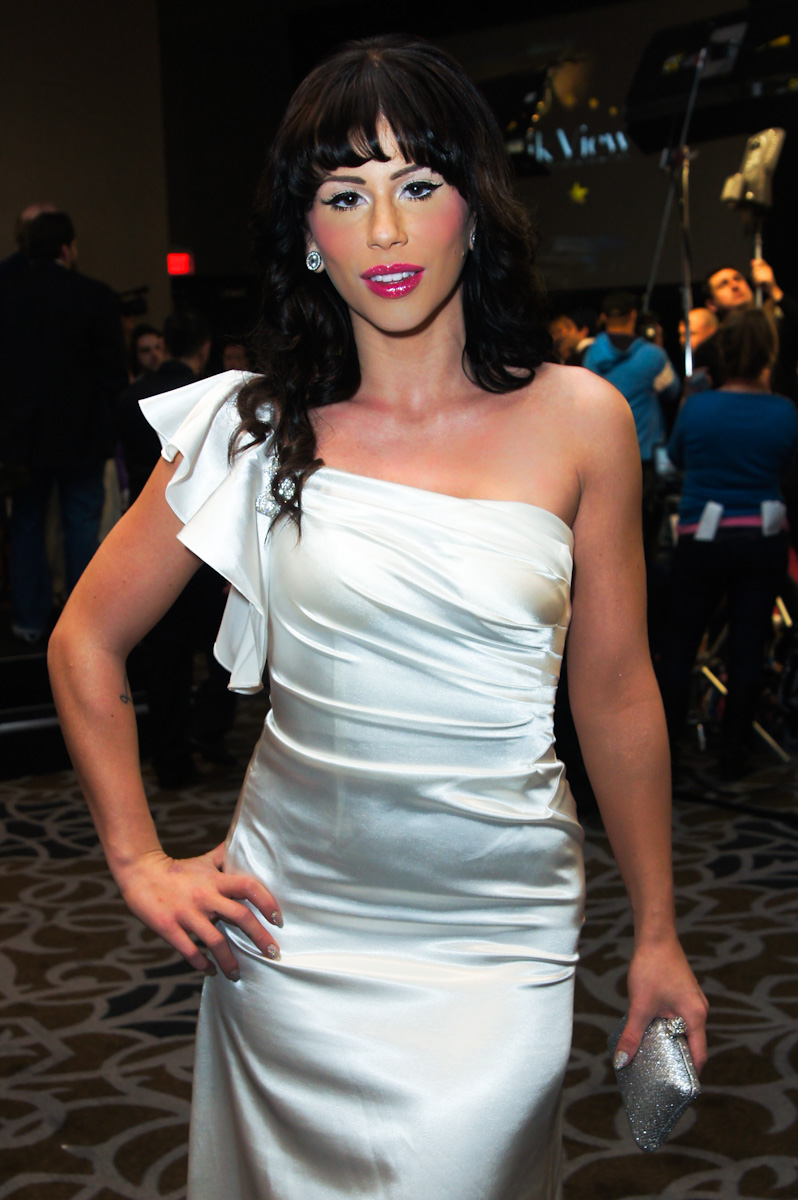
Brooklyn Lee, meilleure nouvelle starlette et 5 fois récompensée, est l'une des principales bénéficiaires de la soirée

- Xander Corvus
- Nommés :
  - Giovanni Francesco
  - Ryan Mclane
  - Brendon Miller
  - Richie
  - Bruce Venture

#### Meilleure actrice dans un second rôle (Best Supporting Actress)
- Jesse Jane pour Fighters (Digital Playground)
- Nommés :
  - Brooke Lee Adams pour The Flintstones: A XXX Parody (New Sensations)
  - Alektra Blue pour The Rocki Whore Picture Show: A Hardcore Parody (Wicked Pictures)
  - Dana DeArmond pour Beverly Hillbillies: A XXX Parody (X-Play/Adam & Eve)
  - Kimberly Kane pour Horizon (Wicked Pictures)
  - Kagney Linn Karter pour Beverly Hillbillies: A XXX Parody (X-Play/Adam & Eve)
  - Kayden Kross pour Fighters (Digital Playground)
  - Lily LaBeau pour Pervert (Paul Thomas/LFP)
  - Brooklyn Lee pour Spider-Man XXX: A Porn Parody (Vivid Entertainment Group)
  - Chanel Preston pour Rezervoir Doggs: An Exquisite Films Parody (Exquisite Films)
  - Ann Marie Rios pour Escaladies (Digital Playground)
  - Samantha Ryan pour Pervert (Paul Thomas/LFP)
  - Bobbi Starr pour Scooby Doo: A XXX Parody (New Sensations)
  - India Summer pour Eternal (Wicked Pictures)
  - Sarah Vandella pour Official Psycho Parody (Orona Stevens/Zero Tolerance)

#### Meilleur acteur dans un second rôle (Best Supporting Actor)
- Xander Corvus pour Star Trek: The Next Generation - A XXX Parody (Revolution X/Digital Sin)
- Nommés :
  - Chad Alva pour Lost and Found (New Sensations Romance)
  - Lee Bang pour Star Trek: The Next Generation - A XXX Parody (Revolution X/Digital Sin)
  - Otto Bauer pour Beverly Hillbillies: A XXX Parody (X-Play/Adam & Eve)
  - Dick Delaware pour Spider-Man XXX: A Porn Parody (Vivid Entertainment Group)
  - Tommy Gunn pour Fighters (Digital Playground)
  - Steve Holmes pour Savanna Samson Is the Masseuse (Vivid Entertainment Group)
  - Alec Knight pour Elvis XXX: A Porn Parody (Axel Braun/Vivid)
  - Mr. Marcus pour Rocky XXX: A Parody Thriller! (X-Play/Adam & Eve)
  - Rocco Reed pour Horizon (Wicked Pictures)
  - Anthony Rosano pour The Flintstones: A XXX Parody (New Sensations)
  - Randy Spears pour The Rocki Whore Picture Show: A Hardcore Parody (Wicked Pictures)
  - Eric Swiss pour Pervert (Paul Thomas/LFP)
  - Michael Vegas pour Dear Abby (New Sensations Romance)
  - Mark Wood (es) pour Official The Silence of the Lambs Parody (Orona Stevens/Zero Tolerance)

#### Meilleure allumeuse (Best Tease Performance)
- Asa Akira pour Asa Akira Is Insatiable 2 (Elegant Angel Productions)
- Nommés :
  - Brandy Aniston pour Sexy (Wicked Pictures)
  - Gracie Glam pour Gracie Glam Lust (Elegant Angel Productions)
  - Allie Haze pour Bush (Elegant Angel Productions)
  - Jenna Haze pour Just Jenna 2 (scene 1) (Jennaration X/Jules Jordan)
  - Madison Ivy pour The Bombshells (Elegant Angel Productions)
  - Katsuni pour Phat Bottom Girls 4 (Manuel Ferrara/Evil Angel)
  - Brooklyn Lee pour The Bombshells 3 (Elegant Angel Productions)
  - Tanner Mayes pour Slutty & Sluttier 13 (Manuel Ferrar/Evil Angel)
  - Jynx Maze pour Big Wet Asses 18 (Elegant Angel Productions)
  - Holly Michaels pour Swimsuit Calendar Girls 2011 (Elegant Angel Productions)
  - Amia Miley pour Sex Dolls (Studio A Entertainment)
  - April O'Neil pour Legs Up Hose Down (Jennaration X/Jules Jordan)
  - Kristina Rose pour Party Girls (Elegant Angel Productions)
  - Andy San Dimas pour The Bombshells (Elegant Angel Productions)

#### Starlette sous-estimée de l'année (Unsung Starlet of the Year)
- Bridgette B
- Nommées :
  - Aubrey Addams
  - Yurizan Beltran
  - Capri Cavanni
  - Vicki Chase
  - Sophie Dee
  - Jacky Joy
  - Victoria Lawson
  - Jessie Lee
  - Karlie Montana
  - Mason Moore
  - Rachel Roxxx
  - Nikki Sexx
  - Angel Vain
  - Angelina Valentine

#### Acteur sous-estimé de l'année (Unsung Male Performer of the Year)
- Johnny Castle
- Nommés :
  - Alex Gonz
  - Chris Johnson
  - L.T.
  - Ralph Long
  - Scott Lyons
  - Ryan Madison
  - Jack Napier
  - Tee Reel
  - Barry Scott
  - Johnny Sins
  - Kris Slater
  - Brian Street Team
  - Rico Strong
  - Tim Von Swine

#### MILF/Cougarde l'année (MILF/Cougar Performer of the Year)
- India Summer
- Nommées :
  - Ava Addams
  - Julia Ann
  - Lisa Ann
  - Anjanette Astoria
  - Veronica Avluv
  - Darla Crane
  - Zoey Holloway
  - Diamond Foxxx
  - Francesca Lé
  - Kelly Madison
  - Elexis Monroe
  - Raylene
  - Tanya Tate
  - Inari Vachs

#### Meilleure reconversion (Crossover Star of the Year)
- Ron Jeremy
- Nommés :
  - Brittany Andrews
  - Capri Anderson
  - Lisa Ann
  - Nikki Benz
  - Ashley Blue
  - Dave Cummings
  - Porno Dan
  - Allie Haze
  - Jesse Jane
  - Kacey Jordan
  - Kayden Kross
  - Yasmin Lee
  - Sunny Leone
  - Bree Olson
  - Andy San Dimas
  - Angie Savage

#### Meilleure prestation non-sexuelle (Best Non-Sex Performance)
- James Bartholet (en) pour The Rocki Whore Picture Show: A Hardcore Parody (Wicked Pictures)
- Nommés :
  - Andy Appleton pour This Ain’t Dracula XXX 3D (Hustler Video)
  - Rob Black pour Spider-Man XXX: A Porn Parody (Vivid Entertainment Group)
  - Spock Buckton pour Man vs. Pussy (Goodnight/Adult Source)
  - Eli Cross pour Scream XXX: A Porn Parody (Axel Braun/Vivid)
  - Giles pour Star Trek: The Next Generation - A XXX Parody (Revolution X/Digital Sin)
  - Haley Hewes pour Beverly Hillbillies: A XXX Parody (X-Play/Adam & Eve)
  - Ron Jeremy pour The Justice League of Porn Star Heroes (Extreme Comixxx/Exquisite)
  - Gary Lee pour Beverly Hillbillies: A XXX Parody (X-Play/Adam & Eve)
  - David Lord pour Saw: A Hardcore Parody (Blue Circus/Pulse)
  - Cash Markman pour The Orgasm (Penthouse/Exile)
  - Peter O'Toole pour The Flintstones: A XXX Parody (New Sensations)
  - Will Ryder pour Superman XXX: A Porn Parody (Vivid Entertainment Group)
  - Andy San Dimas pour Horizon (Wicked Pictures)
  - Judy Thompson pour Cherry (Jewelbox/Digital Playground)

#### Actrice transsexuelle de l'année (Transsexual Performer of the Year)
- Bailey Jay
- Nommées :
  - Celeste
  - Amy Daly
  - Morgan Bailey
  - Jesse Flores
  - Mia Isabella
  - Joanna Jet
  - Yasmin Lee
  - Madison Montag
  - Domino Presley
  - Aly Sinclair
  - Brittany St. Jordan
  - Juliette Stray
  - Hazel Tucker
  - Wendy Williams

### Prix décernés aux réalisateurs

#### Réalisateur de l'année (Director of the Year)
- Axel Braun
- Nommés :
  - Mike Adriano
  - Joanna Angel
  - Brad Armstrong
  - Rob Black
  - Robby D.
  - William H.
  - Jules Jordan
  - Mason
  - Lee Roy Myers (en)
  - Gary Orona
  - Eddie Powell
  - Jim Powers
  - Mike Quasar
  - Will Ryder

#### Meilleur réalisateur - Film scénarisé (Best Director – Feature)
- Graham Travis pour Portrait of a Call Girl (Elegant Angel Productions)
- Nommés :
  - Bishop pour Booty Shop (Afterdark/West Coast)
  - Kay Brandt pour Cherry (Jewelbox/Digital Playground)
  - Barrett Blade pour Eternal (Wicked Pictures)
  - Robby D. pour Fighters (Digital Playground)
  - David Lord et Andre Madness pour Grindhouse XXX'' (Adam & Eve Pictures)
  - Stormy Daniels pour Heart Strings (Wicked Pictures)
  - Sam Hain pour Horizon (Wicked Pictures)
  - David Lord pour Killer Bodies (Adam & Eve Pictures)
  - Joanna Angel pour Kung Fu Pussy (BurningAngel/Vouyer)
  - James Avalon pour A Little Part of Me (New Sensations Romance)
  - Eddie Powell pour Lost and Found (New Sensations Romance)
  - Marcus London pour Private Lessons (Wicked Pictures)
  - B. Skow pour Runaway (Vivid Entertainment Group)
  - Paul Thomas pour Savanna Samson Is the Masseuse (Vivid Entertainment Group)

#### Meilleur réalisateur - Film non scénarisé (Best Director – Non Feature)
- Mason pour Asa Akira Is Insatiable 2 (Elegant Angel Productions)
- Nommés :
  - JacktheZipper pour Cannibal Queen (Cobra Films/Pulse)
  - Joshua pour Harder (skinworXXX/Adam & Eve)
  - Kimberly Kane pour Kimberly Kane's Been Blackmaled (Vivid Entertainment Group)
  - Jonni Darkko pour L for London (Jonni Darkko/Evil Angel)
  - Jenna Haze pour Legs Up Hose Down (Jennaration X/Jules Jordan)
  - Miles Long pour Nylons 8 (Third Degree Films)
  - Chris Streams pour Oil Overload 4 (Jules Jordan Video)
  - William H. pour Prison Girls (Elegant Angel Productions)
  - Tristan Taormino pour Rough Sex 3: Adrianna's Dangerous Mind (Vivid Entertainment Group)
  - Andrew Blake pour Sex Dolls (Studio A Entertainment)
  - Brad Armstrong pour Sexy (Wicked Pictures)
  - Bobbi Starr pour Shut Up and Fuck (Bobbi Starr/Evil Angel)
  - Jules Jordan pour Slut Puppies 5 (Jules Jordan Video)
  - Ivan pour This Is Why I'm Hot (Tom Byron/Evolution)

#### Meilleur réalisateur - Parodie (Best Director – Parody)
- Brad Armstrong pour The Rocki Whore Picture Show: A Hardcore Parody (Wicked Pictures)
- Nommés :
  - Eddie Powell pour Anchorman: A XXX Parody (New Sensations)
  - Jim Powers pour Bridesmaids XXX Porn Parody (Smash Pictures)
  - Sinister X pour Captain America: An Extreme Comixxx Parody (Extreme Comixxx/Exquisite)
  - Will Ryder pour The Flintstones: A XXX Parody (New Sensations)
  - Nicholas Steele pour Katwoman XXX (Bluebird Films)
  - Gary Orona pour Official The Silence of the Lambs Parody (Orona Stevens/Zero Tolerance)
  - Mike Quasar pour Official Vagina Monologues Parody (Third Degree Films)
  - Dick Chibbles pour Saw: A Hardcore Parody (Blue Circus/Pulse)
  - Eli Cross pour Scream XXX: A Porn Parody (Axel Braun/Vivid)
  - Axel Braun pour Spider-Man XXX: A Porn Parody (Vivid Entertainment Group)
  - Sam Hain pour Star Trek: The Next Generation - A XXX Parody (Revolution X/Digital Sin)
  - General Stone pour Taxi Driver: A XXX Parody (Pleasure Dynasty/Exile)
  - Robby D. pour Top Guns (Digital Playground)
  - Lee Roy Myers (en) pour A Wet Dream on Elm Street (Tom Byron/Evolution)

#### Meilleur réalisateur - Film étranger (Best Director – Foreign Release)
- Ettore Buchi pour Mission Ass-Possible (Magik View/Private/Pure Play)
- Nommés :
  - Jules Bart pour All Star POV (Digital Playground)
  - Christoph Clark pour Angel Perverse 18 (Clark Euro/Evil Angel)
  - Max Bellochio pour Bangkok Connection (Laly/Marc Dorcel/Wicked)
  - Ted D. pour Chloe's Column: Fuck Fame (Joy Bear/Wicked)
  - Tanya Hyde pour Decadent Divas (Harmony Films)
  - Paul Chaplin pour Ello 'Ello!: Lust in France (Bluebird Films)
  - Timo Hardy pour In Like Timo (Timo Hardy/Buttman/Evil Angel)
  - Kendo pour Ink (Daring Media Group)
  - Hervé Bodilis pour Mademoiselle de Paris (Marc Dorcel/Wicked)
  - Max Candy pour My 1st Orgy (Marc Dorcel/Wicked)
  - Peter Turner pour Perfect Angels (Lesbian Provocateur/Digital Sin)
  - Justin Ribeiro Dos Santos pour Private Thoughts (Joy Bear/Wicked)
  - Jinashi pour Tokyo Escalate Angels (Third World Media)
  - Gazzman pour Whore House (Harmony Films)

### Prix décernés aux films

#### Film de l'année (Movie of the Year)
- Portrait of a Call Girl (Elegant Angel Productions)

#### Film le plus vendu (Best Selling Release)
- Top Guns (Digital Playground)

#### Film le plus loué (Best Renting Release)
- Top Guns (Digital Playground)

#### Meilleur film scénarisé (Best Feature)
- Portrait of a Call Girl (Elegant Angel Productions)
- Nommés :
  - Assassins (Digital Playground)
  - Booty Shop (Afterdark/West Coast)
  - Dear Abby (New Sensations Romance)
  - Eternal (Wicked Pictures)
  - Fighters (Digital Playground)
  - Horizon (Wicked Pictures)
  - Killer Bodies (Adam & Eve Pictures)
  - A Little Part of Me (New Sensations Romance)
  - Lost and Found (New Sensations Romance)
  - My Little Black Book (Vivid Entertainment Group)
  - Pervert (Paul Thomas/LFP)
  - Runaway (Vivid Entertainment Group)
  - Savanna Samson Is the Masseuse (Vivid Entertainment Group)
  - Teacher's Pet (Wicked Pictures)

#### Meilleure comédie (Best Comedy)
- Grindhouse XXX (Adam & Eve Pictures)
- Nommés :
  - About Jessica (Wicked Pictures)
  - Babysitters 2 (Digital Playground)
  - Big Ass Handy Women (Tom Byron/Evolution)
  - Blind Date (Wicked Pictures)
  - The Flying Pink Pig (Cheeky Monkey/Cal Vista/Metro)
  - Kung Fu Pussy (BurningAngel/Vouyer)
  - The Masseuse 2 (Digital Playground)
  - Nerdsworld (Bluebird Films)
  - The Orgasm (Penthouse/Exile)
  - Party Girls (Wicked Pictures)
  - The Red Panties (Penthouse/Exile)
  - Stripper Diaries 2 (Zero Tolerance Entertainment)
  - Stripper Grams (Zero Tolerance Entertainment)
  - XXX Avengers (Wicked Pictures)

#### Meilleure parodie - Comédie (Best Parody – Comedy)
- The Rocki Whore Picture Show: A Hardcore Parody (Wicked Pictures)
- Nommés :
  - American Dad! XXX: An Exquisite Films Parody (Paradox/Exquisite)
  - Anchorman: A XXX Parody (New Sensations)
  - Beverly Hillbillies: A XXX Parody (X-Play/Adam & Eve)
  - Brazzers Presents: The Parodies (Brazzers)
  - Bridesmaids XXX Porn Parody (Smash Pictures)
  - Can't Be Sanford & Son (Evasive Angles Entertainment)
  - Elvis XXX: A Porn Parody (Axel Braun/Vivid)
  - The Flintstones: A XXX Parody (New Sensations)
  - Home Improvement XXX: A Parody (Adam & Eve Pictures)
  - The Justice League of Pornstar Heroes (Extreme Comixxx/Exquisite)
  - Official The Silence of the Lambs Parody (Orona Stevens/Zero Tolerance)
  - Saw: A Hardcore Parody (Blue Circus/Pulse)
  - Scream XXX: A Porn Parody (Axel Braun/Vivid)
  - This Ain’t Ghostbusters XXX 3D (Hustler Video)

#### Meilleure parodie - Drame (Best Parody – Drama)
- Spider-Man XXX: A Porn Parody (Vivid Entertainment Group)
- Nommés :
  - The Blair Witch Project: A Hardcore Parody (Blue Circus/Pulse))
  - Captain America: An Extreme Comixxx Parody (Extreme Comixxx/Exquisite)
  - Halloween XXX Porn Parody (Smash Pictures)
  - Katwoman XXX (Bluebird Films)
  - Offical Basic Instinct Parody (Orona Stevens/Zero Tolerance)
  - Official Psycho Parody (Orona Stevens/Zero Tolerance)
  - Rezervoir Doggs: An Exquisite Films Parody (Exquisite Films)
  - Rocky XXX: A Parody Thriller! (X-Play/Adam & Eve)
  - Saturday Night Fever: An Exquisite Films Parody (Paradox/Exquisite)
  - Star Trek: The Next Generation - A XXX Parody (Revolution X/Digital Sin)
  - Superman XXX: A Porn Parody (Vivid Entertainment Group)
  - Taxi Driver: A XXX Parody (Pleasure Dynasty/Exile)
  - This Ain't Dracula XXX 3D (Hustler Video)
  - Top Guns (Digital Playground)

#### Meilleur film scénarisé étranger (Best Foreign Feature)
- Mission Ass-Possible (Magik View/Private/Pure Play)
- Nommés :
  - Bangkok Connection (Laly/Marc Dorcel/Wicked)
  - Chloe’s Column: Fuck Fame (Joy Bear/Wicked)
  - Mademoiselle de Paris (Marc Dorcel/Wicked)
  - Rich Little Bitch (Marc Dorcel/Wicked)
  - Smuggling Sex-Pedition (Magik View/Private/Pure Play)

#### Meilleur film «100% sexe» (Best All-Sex Release)
- Asa Akira Is Insatiable 2 (Elegant Angel Productions)
- Nommés :
  - Alexis Texas: Nymphomaniac (Harmony Films)
  - The Bombshells (Elegant Angel Productions)
  - Gracie Glam: Lust (Elegant Angel Productions)
  - Harder (skinworXXX/Adam & Eve)
  - Hard Bodies (Elegant Angel Productions)
  - Just Jenna 2 (Jennaration X/Jules Jordan)
  - Kagney Linn Karter Is Relentless (Elegant Angel Productions)
  - L for London (Jonni Darkko/Evil Angel)
  - Oil Overload 4 (Jules Jordan Video)
  - Performers of the Year 2011 (Elegant Angel Productions)
  - Sex Dolls (Studio A Entertainment)
  - Sweet Pussy (Vivid Entertainment Group)
  - Teagan Presley: The Six (Adam & Eve Pictures)
  - This Is Why I'm Hot (Tom Byron/Evolution)

#### Meilleur film «100% sexe» étranger (Best Foreign All-Sex Release)
- Ink (Daring Media Group)
- Nommés :
  - All Star POV (Digital Playground)
  - Bonking Bar Maids (Bluebird Films)
  - Christoph Meets the Angels (Clark Euro/Evil Angel)
  - Dirty Little Club Sluts (Harmony Films)
  - 'Ello 'Ello!: Lust in France (Bluebird Films)
  - In Like Timo (Timo Hardy/Buttman/Evil Angel)
  - Maximum Fitness (Marc Dorcel/Wicked)
  - Omar’s Butt Obsession (Omar Galanti/Buttman/Evil Angel)
  - Private Thoughts (Joy Bear/Wicked)
  - Project Sneak: Smells Like Groupie Pussy (Private/Pure Play)
  - Rocco’s Dirty Teens (Rocco Siffredi/Evil Angel)
  - Style (Daring Media Group)
  - Tamed Teens 9 (Cruel Media/Evil Angel)
  - Whore House (Harmony Films)

#### Meilleure série «100% sexe» étrangère (Best Foreign All-Sex Series)
- Young Harlots (Harmony Films)
- Nommés :
  - All Star Teens (Digital Playground)
  - Angel Perverse (Clark Euro/Evil Angel)
  - French Maid Service (Marc Dorcel/Wicked)
  - Mom & Dad Are Fucking My Friends (Doghouse/Mile High)
  - Russian Institute (Marc Dorcel/Wicked)
  - Real Naughty Couples (Doghouse/Mile High)
  - Rocco's POV (Rocco Siffredi/Evil Angel)
  - Teen Japan (Third World Media)
  - Winking 101 in Russia (Jay Sin/Buttman/Evil Angel)

#### Meilleur film gonzo (Best Gonzo Release)
- Dangerous Curves (Jules Jordan Video)
- Nommés :
  - Beach Patrol 2 (Jules Jordan Video)
  - Heat on the Street: Sex in Public (Bluebird Films)
  - Innocent Until Proven Filthy 9 (Erik Everhard/Jules Jordan)
  - Jerkoff Material 6 (Mike John/Jules Jordan)
  - Joanna Angel and James Deen’s Summer Vacation (BurningAngel/Vouyer)
  - Man vs. Pussy (Goodnight/Adult Source)
  - Raw 8 (Manuel Ferrara/Evil Angel)
  - Rocco's American Adventures (Rocco Siffredi/Evil Angel)
  - S.O.S.: Sex on the Streets (Axel Braun/Vivid)
  - Sex Appeal (Elegant Angel Productions)
  - Shane's World 42: Paradise Island (Shane's World/Adam & Eve)
  - Shut Up and Fuck (Bobbi Starr/Evil Angel)
  - Street Vendors 4 (Erik Everhard/Jules Jordan)
  - The Voyeur 37 (John Leslie/Evil Angel)

#### Meilleure série gonzo (Best Gonzo Series)
- Raw (Manuel Ferrera/Evil Angel)
- Nommés :
  - Amy Fisher Series (DreamZone Entertainment)
  - Cum Hunters (Immoral/Pure Play)
  - Every Last Drop (Bang Productions)
  - Innocent Until Proven Filthy (Erik Everhard/Jules Jordan)
  - Street Vendors (Erik Everhard/Jules Jordan)
  - Wheel of Debauchery (Immoral/Pure Play)

#### Meilleur film «vignette» (Best Vignette Release)
- Prison Girls (Elegant Angel Productions)
- Nommés :
  - All About Kagney Linn Karter (Third Degree Films)
  - Anarchy (Wicked Pictures)
  - Creature Feature (Tom Byron/Evolution)
  - I Can't Believe I Fucked a Zombie (Rodnievision/Exquisite)
  - Jesse Jane: Reckless (Digital Playground)
  - Lust Bite (Brazzers)
  - My Favorite Emo Sluts (BurningAngel/Vouyer)
  - Naughty Nanny 3 (Smash Pictures)
  - Pornstars Punishment 2 (Brazzers/Jules Jordan)
  - Rough Sex 3: Adrianna’s Dangerous Mind (Vivid Entertainment Group)
  - Scurvy Girls 3 (Loaded Digital/Metro)
  - Secretary’s Day 5 (Smash Pictures)
  - Sexy (Wicked Pictures)
  - Working Girls (Vivid Entertainment Group)

#### Meilleur film «100% sexe», format mixte (Best All-Sex Release, Mixed Format)
- Bobbi’s World (Bobbi Starr/Evil Angel)
- Nommés :
  - Bad Girls 5 (Digital Playground)
  - Black & Blue (Wicked Pictures)
  - Cum Glazed 2 (Vince Vouyer Unleased/Jules Jordan)
  - Downtown Girls 3 (Zero Tolerance Entertainment)
  - Kayden Unbound (Adam & Eve Pictures)
  - Nacho Invades America (Jules Jordan Video)
  - Nacho Vidal vs. Live Gonzo (Cruel Media/Evil Angel)
  - No Panties Allowed 2 (BurningAngel/Vouyer)
  - Slutty & Sluttier 13 (Manuel Ferrara/Evil Angel)
  - The Victoria Rae Black Experiment (Vivid Entertainment Group)
  - What the Fuck! Big Tits, Bitches & Ass (John Leslie/Evil Angel)

#### Meilleure série «100% sexe/vignette» (Best All-Sex/Vignette Series)
- The Bombshells (Elegant Angel Productions)
- Nommés :
  - Bad Girls (Digital Playground)
  - Filthy Family (Reality Junkies/Mile High)
  - Hustler's Superstars Series (Hustler Video)
  - Naughty Rich Girls (Naughty America/Pure Play)
  - North Pole (North Pole/Pure Play)
  - Office Perverts (Reality Junkies/Mile High)
  - Porn Fidelity (Kelly Madison/Juicy)
  - Pornstars Like It Big (Brazzers)
  - Pornstars Punishment (Brazzers)
  - Real Wife Stories (Brazzers)
  - Slutty & Sluttier (Manuel Ferrara/Evil Angel)
  - Spin on My Cock (Lethal Hardcore/Pulse)
  - Sport Fucking (Erik Everhard/Jules Jordan)
  - Superstar Showdown (Reality Blue/Vouyer)

#### Meilleur film «lesbiennes» (Best All-Girl Release)
- Cherry 2 (Jewelbox/Digital Playground)
- Nommés :
  - Art School Dykes (Nightingale/Adult Source Media)
  - Bree & Tori (Adam & Eve Pictures)
  - Budapest 3 (Girlfriends Films)
  - Cannibal Queen (Cobra Films/Pulse)
  - Celeste (Club 59/Elegant Angel)
  - Dirty Panties (Belladonna/Evil Angel)
  - Girl Crush 2 (Club 59/Elegant Angel)
  - Girlfriends 3 (Third Degree Films)
  - The Interns 2 (Sappho/New Sensations)
  - Lesbian Ass Worship (Filly Films/Combat Zone)
  - Lush (Club 59/Elegant Angel)
  - Molly's Life 8 (Muffia/Pulse)
  - Pretty in Pink (Jules Jordan Video)
  - Taxi 2 (Juicy Pink Box/Girlfriends Films)

#### Meilleure séries «lesbiennes» (Best All-Girl Series)
- Women Seeking Women (Girlfriends Films)
- Nommés :
  - Babes Illustrated (Cal Vista/Metro)
  - Budapest (Girlfriends Films)
  - Girl Girl Hardcore (abbywinters.com/Wicked)
  - Girls in White (Girlfriends Films)
  - Girls Kissing Girls (Sweetheart Video/Mile High)
  - Her First Lesbian Sex (Pink Visual/Pulse)
  - Intimate Moments (abbywinters.com/Wicked)
  - Lesbian Provocateur (Digital Sin)
  - Lipstick Lesbo (Silver Sinema/Pure Play)
  - Pin-Up Girls (Girlfriends Films)
  - Please Make Me Lesbian (Girlfriends Films)
  - Seduced by a Real Lesbian (Lethal Hardcore/Pulse)
  - Top Wet Girls (Clark Euro/Evil Angel)
  - We Live Together (Reality Kings/Pulse)

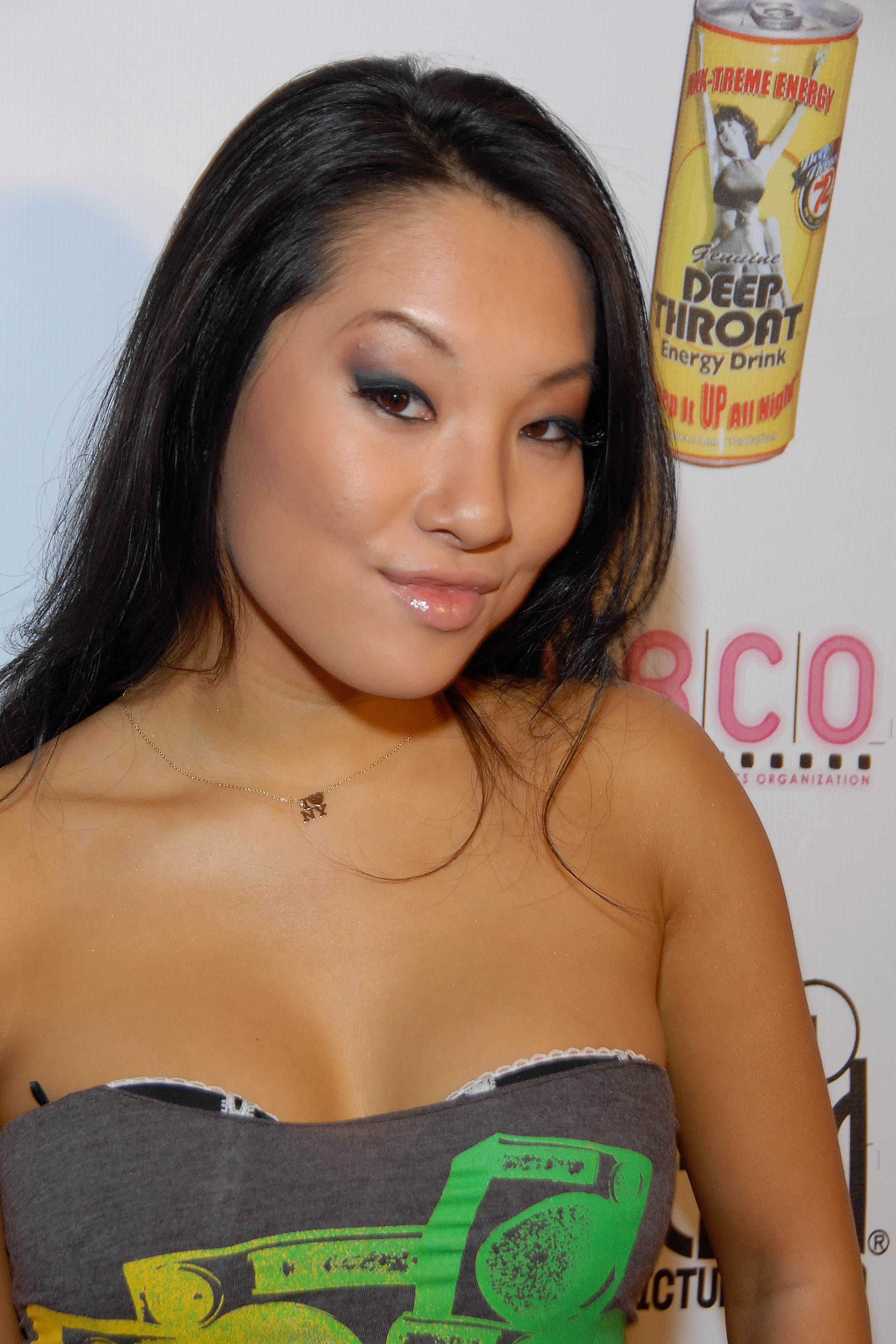
Asa Akira reçoit 6 AVN Awards, ce qui fait d'elle l'actrice la plus titrée

#### Meilleur film «anal» (Best Anal Release)
- Ass Worship 13 (Jules Jordan Video)
- Nommés :
  - Anal Attack 3 (Cruel Media/Buttman/Evil Angel)
  - Anal Buffet 6 (Jay Sin/Evil Angel)
  - Anal Delights (The Ass Factory/Jules Jordan)
  - Anal Fanatic 2 (Elegant Angel Productions)
  - Anal Inferno (Mike Adriano/Evil Angel)
  - Anal Only (Adam & Eve Pictures)
  - Anal Workout (Elegant Angel Productions)
  - Big Wet Asses 19 (Elegant Angel Productions)
  - Big Wet Butts 4 (Brazzers)
  - Deep Anal Drilling 2 (The Ass Factory/Jules Jordan)
  - Evil Anal 13 (Manuel Ferrara/Evil Angel)
  - Gape Me (Jonni Darkko/Evil Angel)
  - Joanna Angel: Ass-Fucked (BurningAngel/Vouyer)
  - Lord of Asses 15 (Tom Byron/Evolution)

#### Meilleure série «anal» (Best Anal Series)
- Evil Anal (Manuel Ferrara/Evil Angel)
- Nommés :
  - Anal Acrobats (Jay Sin/Evil Angel)
  - Anal Buffet (Jay Sin/Evil Angel)
  - Anal Fanatic (Elegant Angel Productions)
  - Ass Worship (Jules Jordan Video)
  - Big Wet Asses (Elegant Angel Productions)
  - Deep Anal Drilling (The Ass Factory/Jules Jordan Video)

#### Meilleure film «oral» (Best Oral Release)
- American Cocksucking Sluts (Mike Adriano/Evil Angel)
- Nommés :
  - Dick Sauce (Belladonna/Evil Angel)
  - Face Fucking Inc. 10 (Joey Silvera/Evil Angel)
  - Head Cases (Tom Byron/Evolution)
  - Jessica Drake's Guide to Wicked Sex: Fellatio (Wicked Pictures)
  - Let Me Suck You 2 (Elegant Angel Productions)
  - Massive Facials 3 (Elegant Angel Productions)
  - Orgasmic Oralists (Alexander DeVoe/Jules Jordan)
  - POV Cock Suckers 11 (Tom Byron/Evolution)
  - Praise the Load 6 (Mike John/Jules Jordan)
  - Sloppy Head 3 (Jonni Darkko/Evil Angel)
  - Suck It Dry 9 (Jonni Darkko/Evil Angel)
  - Throated 30 (Overboard/Pulse)
  - Wet Food 3 (Jonni Darkko/Evil Angel)
  - Young Mouth Club (Madness/Adam & Eve)

#### Meilleure série «oral» (Best Oral Series)
- Face Fucking Inc. (Joey Silvera/Evil Angel)
- Nommés :
  - Big Dick Gloryholes (Lethal Hardcore/Pulse)
  - Blowjob Winner (Immoral/Pure Play)
  - Cock Sucking Challenge (Immoral/Pure Play)
  - Gloryhole Confessions (Lethal Hardcore/Pulse)
  - Let Me Suck You (Elegant Angel Productions)
  - Paste My Face (Overboard/Pulse)
  - Swallow This (North Pole/Pure Play)
  - Throated (Overboard/Pulse)
  - We Swallow (Rodnievision/Exquisite)

#### Meilleur film «orgie/gang bang» (Best Orgy/Gangbang Release)
- Gangbanged (Elegant Angel Productions)
- Nommés :
  - Anally Fucked (Bluebird Films
  - Big Ass Anal Brazilian Orgy (West Coast Productions)
  - Fan Bang (Loaded Digital/Metro)
  - Fuck Team Five 15 (Bang Productions)
  - Gangbang Squad 21 (Pink Visual/Pulse)
  - Gangbanged 2 (Elegant Angel Productions)
  - My First Gang Bang (Third Degree Films)
  - My First Orgy 2 (Third Degree Films)
  - Orgy Sex Parties 12 (Pink Visual/Pulse)
  - Orgy: The XXX Championship (Marc Dorcel/Wicked)
  - Party Hardcore 38 (Eromaxx/AVNS)
  - Spontaneass (Belladonna/Evil Angel)
  - Swinger Orgies (Doghouse/Mile High)
  - Unplanned Orgies & Spontaneous Gang Bangs 3 (Immoral/Pure Play)

#### Meilleur film «POV» (Best POV Release)
- Double Vision 3 (Erik Everhard/Jules Jordan)*
- Nommés :
  - Anal Prostitutes on Video 8 (Erik Everhard/Jules Jordan)
  - Jack’s POV 18 (Digital Playground)
  - Mr. Pete’s POV (Vivid Entertainment Group)
  - Panty Pops (Kevin Moore/Buttman/Evil Angel)
  - P.O.V. 29 (North Pole/Pure Play)
  - POV Cock Suckers 11 (Tom Byron/Evolution)
  - POV Juggfuckers 3 (Jonni Darkko/Evil Angel)
  - POV Pervert 13 (Mike John/Jules Jordan)
  - P.O.V. Punx 5 (BurningAngel/Vouyer)
  - Teen Cream POV (Alexander DeVoe/Jules Jordan)
  - Wet Panty P.O.V. (Doghouse/Mile High)

#### Meilleure série «POV» (Best POV Series)
- POV Pervert (Mike John/Jules Jordan)
- Nommés :
  - Housewife 1-on-1 (Naughty America/Pure Play)
  - Panty Pops (Kevin Moore/Buttman/Evil Angel)
  - P.O.V. Punx (BurningAngel/Vouyer)
  - Street Blowjobs (Reality Kings/Pulse)

#### Meilleur film «solo» (Best Solo Release)
- All Natural: Glamour Solos (Girlfriends Films)
- Nommés :
  - 12 Nasty Girls Masturbating 17 (Madness/Adam & Eve)
  - Barely Legal: All by Myself 7 (Hustler Video)
  - Extreme Public Adventures 5 (Teasers/LFP)
  - Fantasy Solos (Kick Ass Pictures)
  - Flying Solo (Cheeky Monkey/Cal Vista/Metro)
  - I Love Big Toys 33 (Digital Sin)
  - Lustful Pleasures (abbywinters.com/Wicked)
  - Masturbation Nation 11 (Tom Byron/Evolution)
  - Pussy, Panties and Masturbation (DreamGirls)
  - Solo Sensations (ATK/Kick Ass)
  - Solo Sweethearts (Tom Byron/Evolution)
  - Stalker (Tom Byron/Evolution)
  - Therapy (Juicy Pink Box/Girlfriends Films)
  - Tempting Urges (abbywinters.com/Wicked)

#### Meilleur film sur un thème ethnique - «Asiatiques» (Best Ethnic-Theamed Release – Asian)
- Asian Booty 2 (Elegant Angel Productions)
- Nommés :
  - 40 Dolla Make You Holla (Bluebird Films)
  - Asian Fuck Faces (Jonni Darkko/Evil Angel)
  - Asian Massage Parlor (Tom Byron/Evolution)
  - Asian Mouth Club 6 (Madness/Adam & Eve)
  - CFNM Happy Endings (Reality Blue/Vouyer)
  - Inside the Orient 7 (Naughty America/Pure Play)
  - Jack's Asian Adventure 4 (Digital Playground)
  - Joy (SunLust/Vivid)
  - Kamikaze Girls 74 (Kamikaze/Pulse)
  - Kunt Fu 4 (Silver Sinema/Pure Play)
  - Mean Asian Facesitters (MeanBitch/Kick Ass)
  - Slant Eye for the White Guy 2 (Kelly Madison/Juicy)
  - Thai Torture Chamber (Third World Media)
  - Third World America: Koreatown (Third World Media)

#### Meilleur film sur un thème ethnique - «Noirs» (Best Ethnic-Themed Release – Black)
- Big Wet Black Tits 3 (Elegant Angel Productions)
- Nommés :
  - Black Ass Master 5 (Alexander DeVoe/Jules Jordan)
  - Black Shack 3: Black on Black (Bluebird Films)
  - Brown Bunnies 4 (Bang Productions)
  - Club Elite (Elegant Angel Productions)
  - Desperate Blackwives 6 (Video Team/Metro)
  - Double XXX Jeopardy (Shinefish Films)
  - Ghetto Party Girls (DreamGirls)
  - Hitchhikers 2 (West Coast Productions)
  - Ohio Road Trip (Evasive Angles Entertainment)
  - Porn’s Top Black Models 2 (Elegant Angel Productions)
  - Round and Brown 20 (Reality Kings/Pulse)
  - Sex Drive (Vivid Entertainment Group)
  - Slim Sexy and Black (PIMP/Juicy)
  - A Touch of Seduction (Wicked Passions)

#### Meilleur film sur un thème ethnique - «Latinos» (Best Ethnic-Themed Release – Latin)
- Escaladies (Digital Playground)
- Nommés :
  - 8th Street Latinas 15 (Reality Kings/Pulse)
  - Big Ass Brazilian Butts 3 (Reality Kings/Pulse)
  - Deep in Latin Cheeks 6 (Alexander DeVoe/Jules Jordan)
  - Escaladies 2 (Digital Playground)
  - Filthy Latin Pussy (Exquisite Multimedia)
  - Horny Latin Stepdaughters (Evasive Angles Entertainment)
  - Hot Wet Latinas (DreamGirls)
  - Latin Adultery 14 (Naughty America/Pure Play)
  - Latin Booty (Elegant Angel Productions)
  - Latina Rampage 2 (Bang Productions)
  - Latinistas 2 (Bluebird Films)
  - My Life in Brazil 3 (Bang Productions)
  - Sexy Senoritas 3 (Immoral/Pure Play)
  - Teen Brazil 9 (Third World Media)

#### Meilleure série «ethnique» (Best Ethnic-Themed Series)
- Big Ass Brazilian Butts (Reality Kings/Pulse)
- Nommés :
  - 8th Street Latinas (Reality Kings/Pulse)
  - Brown Bunnies (Bang Productions)
  - Deep in Latin Cheeks (Alexander DeVoe/Jules Jordan)
  - Horny Black Mothers & Daughters (Evasive Angles Entertainment)
  - Inside the Orient (Naughty America/Pure Play)
  - Kamikaze Premium (Kamikaze/Pulse)
  - Kunt Fu (Silver Sinema/Pure Play)
  - Latin Adultery (Naughty America/Pure Play)
  - Latina Rampage (Bang Productions)
  - Latinistas (Bluebird Films)
  - Naughty Little Asians (Third World Media)
  - Phat Black Anal Booty (West Coast Productions)
  - Round and Brown (Reality Kings/Pulse)
  - Sexy Senoritas (Immoral/Pure Play)

#### Meilleur film «interracial» (Best Interracial Release)
- Lex the Impaler 6 (Jules Jordan Video)
- Nommés :
  - Black in My Ass (Ass Factory/Jules Jordan)
  - Black Shack 2 (Bluebird Films)
  - Diesel Dongs 14 (Bang Productions)
  - Heavy Metal 9 (Rosebud/Evolution)
  - Housewives Gone Black 12 (West Coast Productions)
  - Interracial Fuck Sluts 2 (Jonni Darkko/Evil Angel)
  - Kimberly Kane’s Been Blackmaled (Vivid Entertainment Group)
  - Lex the Impaler 7 (Jules Jordan Video)
  - Monsters of Cock 29 (Bang Productions)
  - My Black Fantasy (Wicked Pictures)
  - Once You Go Black You Never Go Back 6 (Jules Jordan Video)
  - Racially Motivated 3 (Mike John/Jules Jordan)
  - Rico the Destroyer 3 (Alexander DeVoe/Jules Jordan)
  - White Mommas 3 (Elegant Angel Productions)

#### Meilleure série «interracial» (Best Interracial Series)
- Lex the Impaler (Jules Jordan Video)
- Nommés :
  - Anacondas and Lil’ Mamas (DEF/Juicy)
  - Beat Tha Pussy Up! (Justin Slayer International)
  - Black Kong Dong (White Ghetto Films)
  - Black Teen Punishment (West Coast Productions)
  - Black Shack (Bluebird Films)
  - Diesel Dongs (Bang Productions)
  - Interracial Pickups (Black on Blondes)
  - Interracial Swingers (Devil's Film)
  - MILFs Like It Black (Mofos/Brazzers)
  - Monsters of Cock (Bang Productions)
  - My Big Black Stepdad (Black Market Entertainment)
  - Thrilla in Vanilla (Blacks on Blondes)
  - Watching My Daughter Go Black (Dogfart)
  - White Chicks Gettin' Black Balled (North Pole/Pure Play)

#### Meilleur film «MILF» (Best MILF Release)
- Seasoned Players 16 (Tom Byron/Evolution)
- Nommés :
  - The Cougar Club 3 (Third Degree Films)
  - Cougar's Prey 6 (Reality Junkies/Mile High)
  - Cougars Take It Black (Wicked Pictures)
  - Manuel Ferrara Is a MILF Whore (Digital Sin)
  - MILF Bitches (John Leslie/Evil Angel)
  - MILF Hunter 20 (Reality Kings/Pulse)
  - MILF Soup 14 (Bang Productions)
  - MILF Thing 7: Made in LA (Cruel Media/Jules Jordan)
  - A MILF's Tale 2 (Elegant Angel Productions)
  - MILFs Like It Big 9 (Brazzers)
  - The Mommy X-Perience 4 (Joey Silvera/Evil Angel)
  - Say Hi to Your Mother for Me (Zero Tolerance Entertainment)
  - There's No Place Like Mom 2 (Vouyer Media)
  - Timeless Beauties (ATK/Kick Ass)

#### Meilleure série «MILF» (Best MILF Series)
- Seasoned Players (Tom Byron/Evolution)
- Nommés :
  - Back Room MILF (Bang Productions)
  - Big Titty MILF Shakes (Immoral/Pure Play)
  - Cougar's Prey (Reality Junkies/Mile High)
  - Hockey Moms (Platinum Media/Pulse)
  - Housewives Unleashed (Homegrown/Pure Play)
  - MILF and Honey (Rodnievision/Exquisite)
  - MILF Hunter (Reality Kings/Pulse)
  - MILF Seeker (Pink Visual/Pulse)
  - MILF Soup (Bang Productions)
  - MILFs Like It Big (Brazzers)
  - Mommy Blows Best (Overboard/Pulse)
  - The Mommy X-Perience (Joey Silvera/Evil Angel)
  - Mommy Got Boobs (Brazzers)
  - My Friend's Hot Mom (Naughty America/Pure Play)

#### Meilleur film «femme mure/jeune fille» (Best Older Woman/Younger Girl Release)
- Mother-Daughter Exchange Club 17 (Girlfriends Films)
- Nommés :
  - Cougars, Kittens & Cock (Jules Jordan Video)
  - Couples Seduce Teens 19 (Pink Visual/Pulse)
  - Couples Seeking Teens 5 (Reality Junkies/Mile High)
  - Finger Lickin Girlfriends (Smash Pictures)
  - Her First MILF 12 (Doghouse/Mile High)
  - Kittens & Cougars 4 (Zero Tolerance Entertainment)
  - Lesbian Seductions Older/Younger 35 (Girlfriends Films)
  - MILF Next Door 15 (Reality Kings/Pulse)
  - Mom & Dad Are Fucking My Friends 6 (Doghouse/Mile High)
  - Mommy & Me 2 (Combat Zone)
  - Road Queen 18 (Girlfriends Films)
  - Teach Me (Club 59/Elegant Angel)
  - Teen Fidelity 3 (Kelly Madison/Juicy)
  - Teen Motherfuckers 2 (Vouyer Media)

#### Meilleure film «jeunes filles» (Best Young Girl Release)
- Cuties 2 (Elegant Angel Productions)
- Nommés :
  - Adventures in Babysitting (Tom Byron/Evolution)
  - Babysitter Diaries 4 (Reality Junkies/Mile High)
  - Barely Legal 120 (Hustler Video)
  - Bus Stop Girls 2 (Smash Pictures)
  - Fresh Meat 28 (John Leslie/Evil Angel)
  - Fresh Outta High School 21 (Digital Sin)
  - Jailbait 8 (Erik Everhard/Jules Jordan)
  - Lust for Young Busts (Harmony Films)
  - Sex Ed (Innocent High/Pulse)
  - She's So Cute (Digital Sin)
  - Slut Puppies 5 (Jules Jordan Video)
  - Teenage Spermaholics 7 (Mike John/Jules Jordan)
  - Teens on Cock (Vince Vouyer Unleased/Jules Jordan)
  - Trained Teens 4 (Jules Jordan Video)

#### Meilleure série «jeunes filles» (Best Young Girl Series)
- She's So Cute (Digital Sin)
- Nommés :
  - Babysitter Diaries (Reality Junkies/Mile High)
  - Barely Legal (Hustler Video)
  - Black Teen Punishment (West Coast Productions)
  - Hot Teen Next Door (Reality Kings/Pulse)
  - My Sister's Hot Friend (Naughty America/Pure Play)
  - Naughty Bookworms (Naughty America/Pure Play)
  - Pure 18 (Reality Kings/Pulse)
  - Teens Like It Big (Brazzers)
  - Too Big for Teens (Reality Junkies/Mile High)

#### Meilleur film «amateurs» (Best Amateur Release)
- Dare Dorm 4 (RK Netmedia/Jules Jordan)
- Nommés :
  - 100% Pure Amateur 13 (Platinum Media/Pulse)
  - Absolute Amateurs 4 (Vouyer Media)
  - Amateurs Bangin for Bucks 2 (Platinum Media/Pulse)
  - Backyard Amateurs 29 (Homegrown/Pure Play)
  - Big Breast Amateur Girls 23 (Homegrown/Pure Play)
  - Busy Beavers 2 (Amateur XXX/Pulse)
  - Cherries 79 (Homegrown/Pure Play)
  - Cock Hungry Wives 11 (Amateur XXX/Pulse)
  - Fuck My Girlfriend 10 (Amateur XXX/Pulse)
  - Homegrown Video 800 (Homegrown/Pure Play)
  - Naturally Seductive Girls (abbywinters.com/Wicked)
  - Nailin' the Babysitter 3 (Platinum Media/Pulse)
  - Real Girls Real Naked (DreamGirls)
  - Real Wives and Girlfriends That Swallow! (Shot at Home/Pulse)

#### Meilleure série «amateurs» (Best Amateur Series)
- The Dancing Bear (Morally Corrupt/Jules Jordan)
- Nommés :
  - 100% Pure Amateur (Platinum Media/Pulse)
  - Absolute Amateurs (Vouyer Media)
  - Big Breast Amateur Girls (Homegrown/Pure Play)
  - Busy Beavers (Amateur XXX/Pulse)
  - Cherries (Homegrown/Pure Play)
  - Cock Hungry Wives (Amateur XXX/Pulse)
  - College Rules (Morally Corrupt/Jules Jordan)
  - Dare Dorm (RK Netmedia/Jules Jordan)
  - Fuck My Girlfriend (Amateur XXX/Pulse)
  - Housewives Unleashed (Homegrown/Pure Play)
  - Monsters of Jizz (DreamGirls)
  - Shot at Home (Shot at Home/Pulse)
  - T&A Tryouts (Score/Pure Play)
  - Trailer Trash Whores (Amateur XXX/Pulse)

#### Meilleur film «pro-am» (Best Pro-Am Release)
- Breakin' 'Em In 14 (Vince Vouyer Unleashed/Jules Jordan)
- Nommés :
  - Amateur Assault (Vince Vouyer Unleashed/Jules Jordan)
  - ATK Co Ed Temptations (ATK/Kick Ass)
  - ATK Good Vibrations (ATK/Kick Ass)
  - Bang Bus 34 (Bang Productions)
  - Brand New Faces 33 (Vivid Entertainment Group)
  - BurningAngel Newbies (BurningAngel/Vouyer)
  - Can He Score 8 (Bang Productions)
  - Facial Fest 14 (Bang Productions)
  - First Time Auditions 17 (Reality Kings/Pulse)
  - Fresh Booty (Elegant Angel Productions)
  - Fuck a Fan 12 (Immoral/Pure Play)
  - Naughty Noobies 2 (Tom Byron/Evolution)
  - See My Wife 4 (Reality Kings/Pulse)
  - Undiscovered Cuntry (Erik Everhard/Jules Jordan)

#### Meilleure série «pro-am» (Best Pro-Am Series)
- Brand New Faces (Vivid Entertainment Group)
- Nommés :
  - ATK Petites (ATK/Kick Ass)
  - Bang Bus (Bang Productions)
  - Breakin’ ‘Em In (Vince Vouyer Unleashed/Jules Jordan)
  - Can He Score (Bang Productions)
  - Facial Fest (Bang Productions)
  - First Time Auditions (Reality Kings/Pulse)
  - Fuck a Fan (Immoral/Pure Play)
  - Fuck Team Five (Bang Productions)
  - I Know That Girl (Mofos/Brazzers)
  - In the VIP (RK Netmedia/Jules Jordan)
  - See My Wife (Reality Kings/Pulse)

#### Meilleure sex tape de célébrité (Best Celebrity Sex Tape)
- Backdoor to Chyna (Vivid Celeb)
- Nommés :
  - Amy Fisher Is Sex (Dream Zone Entertainment)
  - Brittney Jones Confidential (Vivid Celeb)
  - Erica Lynn Is Badd: The XXX Home Movies (Vivid Celeb)
  - Jasmine Waltz: Hollywood It Girl (Exquisite Celebrity)
  - Karissa Shannon Superstar (Vivid Celeb)
  - Phil Varone's Secret Stash (Vivid Celeb)
  - Tila Tequila Uncorked (Vivid Celeb)

#### Meilleur film en 3D (Best 3D Release)
- This Ain’t Ghostbusters XXX 3D (Hustler Video)
- Nommés :
  - 3D Real Pornstars of Chatsworth (Penthouse/Exile)
  - Killer Kurves 3-D (Funky Monkey Movies)
  - This Ain't Conan the Barbarian XXX 3D (Hustler Video)
  - This Ain’t Dracula XXX 3D (Hustler Video)

#### Meilleur film d'animation (Best Animated Release)
- Alice in Wonderland: A XXX Animation Parody (Adult Source Media)
- Nommés :
  - Candy Stripe Nurses (Adult Source Media)
  - Fun Time Whores (Adult Source Media)
  - Naughty Young Nurses (Adult Source Media)
  - Young & Tight (Adult Source Media)

#### Meilleur film éducatif (Best Educational Release)
- Jessica Drake's Guide to Wicked Sex: Fellatio (Wicked Pictures)
- Nommés :
  - Gush: The Official Guide to the G-Spot & Female Ejaculation (Good Releasing)
  - Jessica Drake's Guide to Wicked Sex: Anal (Wicked Pictures)
  - Jessica Drake's Guide to Wicked Sex: Positions (Wicked Pictures)
  - Sexing the Transman XXX (Buck Angel Entertainment)
  - Tristan Taormino’s Expert Guide to Advanced Anal Sex (Vivid Ed)
  - Tristan Taormino's Expert Guide to Female Orgasms (Vivid Ed)

#### Meilleure nouvelle série (Best New Series)
- The Bombshells (Elegant Angel Productions)
- Nommés :
  - Beach Patrol (Jules Jordan Video)
  - Breast in Class (Jennaration X/Jules Jordan)
  - Budapest (Girlfriends Films)
  - Cum Glazed (Vince Vouyer Unleased/Jules Jordan)
  - Deep Anal Drilling (Ass Factory/Jules Jordan Video)
  - Escaladies (Digital Playground)
  - Gangbanged (Elegant Angel Productions)
  - Jessica Drake's Guide to Wicked Sex (Wicked Pictures)
  - The Masseuse (Digital Playground)
  - Panty Pops (Kevin Moore/Buttman/Evil Angel)
  - She's So Cute (Digital Sin)
  - Suck Balls (Jonni Darkko/Evil Angel)
  - Superstar Showdown (Reality Blue/Vouyer)
  - Taxi (Girlfriends Films)

#### Meilleure nouvelle ligne (Best New Line)
- Extreme Comixxx (Exquisite Multimedia)
- Nommés :
  - Filly Films (Combat Zone)
  - Goodnight Media (Adult Source Media)
  - In the VIP (RK Netmedia/Jules Jordan)
  - Innocent High (Paper Street Media/Pulse)
  - Intimate Encounters (Adult Source Media)
  - Jewelbox Films (Digital Playground)
  - Juicy Pink Box (Girlfriends Films)
  - Morally Corrupt (Jules Jordan Video)
  - Reality Blue Media (Vouyer Media)
  - Red Lines Video (Juicy Entertainment)
  - Sweet Sinema (Mile High Media)
  - Seductions (Bluebird Films)
  - SuperXXXHeroes (Vivid Entertainment Group)
  - Wicked Passions (Wicked Pictures)

### Prix décernés aux scènes

#### Meilleure scène desexe entre deux filles(Best Girl/Girl Sex Scene)
- Belladonna: Sexual Explorer (Belladonna/Evil Angel) - Dana DeArmond et Belladonna
- Nominations :
  - Breast in Class: Naturally Gifted (Jennaration X/Jules Jordan) - Jenna Haze et Jelena Jensen
  - Celeste (Club 59/Elegant Angel) - Celeste Star et Kristina Rose
  - Cherry 2 (Jewelbox/Digital Playground) - Jiz Lee et Andy San Dimas
  - Dirty Panties (Belladonna/Evil Angel) - Ann Marie Rios et Alexis Texas
  - The Flintstones: A XXX Parody (New Sensations) - Brooke Lee Adams et Hillary Scott
  - Girls Kissing Girls 8 (Sweetheart Video/Mile High) - Zoe Voss et Samantha Ryan
  - Killer Bodies (Adam & Eve Pictures) - Tori Black et Teagan Presley
  - Lesbian Psychodramas 6 (Girlfriends Films) - Heather Starlet et Shyla Jennings
  - Lesbian Sex (Girlfriends Films) - Prinzzess et India Summer
  - Lush (Club 59/Elegant Angel) - Riley Jensen et Melanie Rios
  - Pretty in Pink (Jules Jordan Video) - Gracie Glam et Lexi Belle
  - Prison Girls (Elegant Angel Productions) - Lily LaBeau et Bobbi Starr
  - RolePlay (SunLust/Vivid) - Sunny Leone et Daisy Marie
  - Taxi (Juicy Pink Box/Girlfriends Films) - Justine Joli et Syd Blakovich

#### Meilleure scène de sexe entre filles de groupe (Best All-Girl Group Sex Scene)
- Cherry 2 (Jewelbox/Digital Playground) – Missy Martinez, Zoey Holloway, Diamond Foxxx et Brooklyn Lee
- Nommés :
  - All About Kagney Linn Karter (Third Degree Films) – Kagney Linn Karter, Sarah Vandella et Marie Luv
  - Art School Dykes (Nightingale/Adult Source Media) – Cadence St. John, Lily Cade et Katie Summers
  - Belladonna: Sexual Explorer (Belladonna/Evil Angel) – Belladonna, Sinn Sage et Sarah Shevon
  - Bobbi's World (Bobbi Starr/Evil Angel) – Bobbi Starr, Marie Luv et Ashley Fires
  - Chick Flixxx (Adam & Eve Pictures) – Teagan Presley, Lexi Love, Asa Akira, Juelz Ventura et Annabelle Lee
  - Girlfriends 3 (Third Degree Films) – Alexis Texas, Brooklyn Lee, Chanel Preston et Madelyn Marie
  - Gracie Glam: Lust (Elegant Angel Productions) – Gracie Glam, Andy San Dimas et Jessie Andrews
  - Legs Up Hose Down (Jennaration X/Jules Jordan) – Lexi Belle, Faye Reagan et Jenna Haze
  - Lil’ Gaping Lesbians 4 (Jay Sin/Evil Angel) – Mandy Dee, Cristal May, Monica et Willa
  - Party of Feet 3 (Belladonna/Evil Angel) – Ann Marie Rios, Alexis Texas, Kristina Rose et Sinn Sage
  - Prison Girls (Elegant Angel Productions) – Jayden Jaymes, Phoenix Marie et McKenzie Lee
  - Rezervoir Doggs: An Exquisite Films Parody (Exquisite Films) – Amber Rayne, Tara Lynn Foxx et Zoey Holloway
  - Sexy (Wicked Pictures) – Jessica Drake, Alektra Blue, Kaylani Lei et Brandy Aniston
  - Taxi 2 (Juicy Pink Box/Girlfriends Films) – Madison Young, Jiz Lee et Nic Switch

#### Meilleure scène desexe anal(Best Anal Sex Scene)
- Asa Akira Is Insatiable 2 (Elegant Angel Productions) - Asa Akira et Nacho Vidal
- Nommés :
  - All About Kagney Linn Karter (Third Degree Films) - Kagney Linn Karter et Manuel Ferrara
  - Deep Anal Drilling 3 (The Ass Factory/Jules Jordan Video) - Alexis Texas et Mr. Pete
  - Dynamic Booty 6 (Alexander DeVoe/Jules Jordan) - Phoenix Marie et Prince Yahshua
  - Gracie Glam: Lust (Elegant Angel Productions) - Gracie Glam et Manuel Ferrara
  - Joanna Angel: Ass-Fucked (BurningAngel/Vouyer) - Joanna Angel et Manuel Ferrara
  - Just Jenna 2 (Jennaration X/Jules Jordan) - Jenna Haze et Scott Nails
  - Kelly Divine Is Buttwoman (Elegant Angel Productions) - Kelly Divine et Nacho Vidal
  - Lex the Impaler 6 (Jules Jordan Video) - Bree Olson et Lexington Steele
  - Nacho Invades America (Jules Jordan Video) - Kristina Rose et Nacho Vidal
  - Rough Sex 3: Adrianna’s Dangerous Mind (Vivid Entertainment Group) - Adrianna Nicole et Ramon Nomar
  - Shut Up and Fuck (Bobbi Starr/Evil Angel) - Bobbi Starr et Nacho Vidal
  - Shut Up and Fuck (Bobbi Starr/Evil Angel) - Dana DeArmond et Tommy Pistol
  - Spider-Man XXX: A Porn Parody (VividXXXSuperheroes) - Brooklyn Lee et Xander Corvus
  - Slutty & Sluttier 13 (Manuel Ferrara/Evil Angel) - Jynx Maze et Toni Ribas

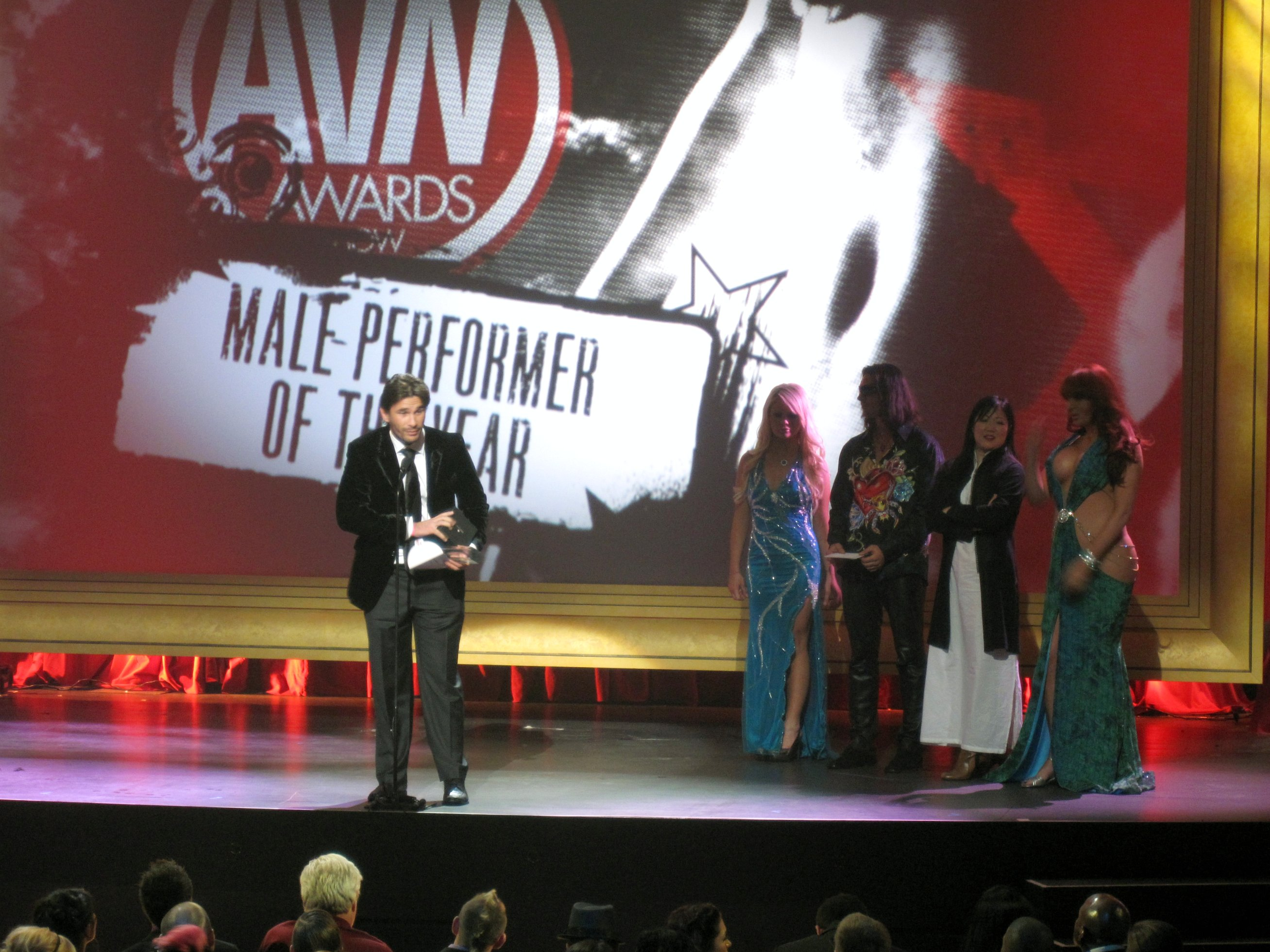
Manuel Ferrara, acteur de l'année pour la 4e fois (ici, en 2010)

#### Meilleure scène de sexe homme/femme (Best Boy/Girl Sex Scene)
- The Bombshells 3 (Elegant Angel Productions) - Lexi Belle et Manuel Ferrara
- Nommés :
  - Breast in Class 2: Counterfeit Racks (Jennaration X/Jules Jordan) - Kagney Linn Karter et Mick Blue
  - Cum for Me (Digital Sin) - Andy San Dimas et Mike Adriano
  - Fighters (Digital Playground) - Jesse Jane et Scott Nails
  - The Flintstones: A XXX Parody (New Sensations) - Hayden Winters et Seth Gamble
  - Gracie Glam: Lust (Elegant Angel Productions) - Gracie Glam et Nacho Vidal
  - Kimberly Kane’s Been Blackmaled (Vivid Entertainment Group) - Kimberly Kane et Prince Yahshua
  - Legs Up Hose Down (Jennaration X/Jules Jordan) - April O’Neil et James Deen
  - Lost and Found (New Sensations Romance) - Allie Haze et Xander Corvus
  - Party Girls (Wicked Pictures) - Katie St. Ives et Manuel Ferrara
  - Pervert (Paul Thomas/Exile) - Lily LaBeau et Derrick Pierce
  - Portrait of a Call Girl (Elegant Angel Productions) - Jessie Andrews et Manuel Ferrara
  - Slutty & Sluttier 13 (Manuel Ferrara/Evil Angel) - Tanner Mayes et Toni Ribas
  - Taxi Driver: A XXX Parody (Pleasure Dynasty/Exile) - Misty Stone et Bill Bailey
  - Top Guns (Digital Playground) - Stoya et Mick Blue

#### Meilleure scène de double pénétration (Best Double-Penetration Scene)
- Asa Akira Is Insatiable 2 (Elegant Angel Productions) - Asa Akira, Mick Blue et Toni Ribas
- Nommés :
  - Alexis Texas: Nymphomaniac (Harmony Films) - Amy Brooke, Marco Banderas (en) et John Strong
  - Anal Fanatic 2 (Elegant Angel Productions) - Jynx Maze, Erik Everhard et Steve Holmes
  - Ass Worship 13 (Jules Jordan Video) - Krissy Lynn, James Deen et Jordan Ash
  - Bad Girls 5 (Digital Playground) - Stoya, James Deen et Steve Holmes
  - Bra Busters 2 (Jules Jordan Video) - Rebeca Linares, Erik Everhard et Steve Holmes
  - Breast in Class 2: Counterfeit Racks (Jennaration X/Jules Jordan) - Chanel Preston, Mick Blue et James Deen
  - Burning Embers (Belladonna/Evil Angel) - Ashley Fires, Mick Blue et Mark Wood (es)
  - Evil Anal 14 (Manuel Ferrara/Evil Angel) - Liza Del Sierra, Mick Blue et Toni Ribas
  - Harder (skinworXXX/Adam & Eve) - Inari Vachs, Tommy Gunn et Jack Vegas
  - Joanna Angel and James Deen’s Summer Vacation (BurningAngel/Vouyer) - Joanna Angel, James Deen et Keni Styles (en)
  - Kagney Linn Karter Is Relentless (Elegant Angel Productions) - Kagney Linn Karter, Ramon Nomar et Toni Ribas
  - Kimberly Kane's Been Blackmaled (Vivid Entertainment Group) - Kimberly Kane, Tee Reel et Jon Jon
  - Pornstars Punishment 2 (Brazzers/Jules Jordan) - Eva Angelina, James Deen et Jordan Ash
  - This Isn't UFC: Ultimate Fucking Championship (Devil's Film) - Audrey Hollander, Otto Bauer et Marco Banderas (en)

#### Meilleure scène de sexe en groupe (Best Group Sex Scene)
- Asa Akira Is Insatiable 2 (Elegant Angel Productions) – Asa Akira, Erik Everhard, Toni Ribas, Danny Mountain (es), Jon Jon, Broc Adams, Ramon Nomar et John Strong
- Nommés :
  - Ass Worship 13 (Jules Jordan Video) – Phoenix Marie, Jules Jordan, Chris Strokes et Mark Wood (es)
  - Babysitters 2 (Digital Playground) – Jesse Jane, Riley Steele, Kayden Kross, Stoya, BiBi Jones et Manuel Ferrara
  - Gangbanged (Elegant Angel Productions) – Bobbi Starr, Carlo Carrera, Danny Mountain (es), Ramon Nomar et Toni Ribas
  - Gangbanged 2 (Elegant Angel Productions) – Dana DeArmond, Jon Jon, Toni Ribas, Ramon Nomar, John Strong, Alex Gonz, James Deen et Broc Adams
  - Gangbanged 2 (Elegant Angel Productions) – Jayden Jaymes, James Deen, Danny Mountain (es), Erik Everhard, John Strong, Jon Jon, Chris Strokes et Broc Adams
  - Joanna Angel and James Deen’s Summer Vacation (BurningAngel/Vouyer) – Joanna Angel, Audrina Lee, Felix, Moretta Coxxx, Sofi Von Doom, Keni Styles (en) et James Deen
  - Nyomi Banxxx Is Hardcore (Elegant Angel Productions) – Nyomi Banxxx, Jason Brown, Hooks, Broc Adams, Pike Nelson et L.T.
  - Oil Overload 4 (Jules Jordan Video) – Rebeca Linares, John Strong, Ramon Nomar, Mark Davis, Erik Everhard et Mark Wood (es)
  - Orgy: The XXX Championship (Marc Dorcel/Wicked) – Kaci Star, Liza Del Sierra, Marie McCray, Aiden Ashley, Alan Stafford, Anthony Rosano, Asa Akira, Austin Matthews, Charlie Theron, Diana Doll, Evan Stone, Jaelyn Fox, Jeanie Marie, Ramon Nomar, Raven Alexis, Sean Michaels, Sophia Lomeli, Xander Corvus et Yuki Mori
  - The Rocki Whore Picture Show: A Hardcore Parody (Wicked Pictures) – Alektra Blue, Jessica Drake, Kaylani Lei, Kirsten Price, Brandy Aniston, Nikki Daniels, Lucky Starr, Puma Swede, Randy Spears, Tommy Gunn, Marcus London, Ron Jeremy, Jack Vegas, Dick Chibbles, Rocco Reed et Mac Turner
  - Spontaneass (Belladonna/Evil Angel) – Belladonna, Kimberly Kane, Jamey Janes, John Strong, Mark Wood (es) et Rico Strong
  - Superman XXX: A Porn Parody (Vivid Entertainment Group) – Andy San Dimas, Zoe Voss, Ben English et Dick Chibbles
  - Top Guns (Digital Playground) – Jesse Jane, Kayden Kross, Riley Steele, Stoya, Selena Rose et Tommy Gunn
  - Tristan Taormino’s Rough Sex 3: Adrianna’s Dangerous Mind (Vivid Entertainment Group) - Adrianna Nicole, Nat Turnher, Danny Wylde (en), Keni Styles (en) et Evan Stone

#### Meilleure scène desexe oral(Best Oral Sex Scene)
- American Cocksucking Sluts (Mike Adriano/Evil Angel) - Brooklyn Lee et Juelz Ventura
- Nommés :
  - American Cocksucking Sluts (Mike Adriano/Evil Angel) - Kagney Linn Karter, Breanne Benson et Allie Haze
  - Asian Fuck Faces (Jonni Darkko/Evil Angel) - Asa Akira
  - Jessica Drake's Guide to Wicked Sex: Fellatio (Wicked Picture) - Bobbi Starr
  - The Justice League of Pornstar Heroes (Extreme Comixxx/Exquisite) - Chanel Preston blowbang
  - L for London (Jonni Darkko/Evil Angel) - London Keyes blowbang
  - Let Me Suck You (Elegant Angel Productions) - Kristina Rose
  - Let Me Suck You 2 (Elegant Angel Productions) - Charley Chase
  - Massive Facials 3 (Elegant Angel Productions) - Gracie Glam blowbang
  - Massive Facials 3 (Elegant Angel Productions) - Jayden Jaymes blowbang
  - Orgasmic Oralists (Alexander DeVoe/Jules Jordan) - Skin Diamond et Asa Akira
  - Portrait of a Call Girl (Elegant Angel Productions) - Jessie Andrews blowbang
  - Praise the Load 6 (Mike John/Jules Jordan) - Dana DeArmond blowbang
  - Sloppy Head 3 (Jonni Darkko/Evil Angel) - Jennifer White
  - Spider-Man XXX: A Porn Parody (Vivid Entertainment Group) - Capri Anderson

#### Meilleure scène "POV" (Best POV Sex Scene)
- Double Vision 3 (Erik Everhard/Jules Jordan) - Andy San Dimas, Bobbi Starr et Erik Everhard
- Nommés :
  - Anal Workout (Elegant Angel Productions) - Jada Stevens et Mick Blue
  - Anal Workout (Elegant Angel Productions) - Liza Del Sierra et Mick Blue
  - Double Vision 3 (Erik Everhard/Jules Jordan) - Dani Jensen, Faye Reagan et Erik Everhard
  - Elastic Assholes 19 (Mike John/Jules Jordan) - Kimberly Kane et Tim Von Swine
  - Jack’s POV 18 (Digital Playground) - Alexis Texas et Mick Blue
  - Jerkoff Material 6 (Mike John/Jules Jordan) - Jennifer White et Tim Von Swine
  - POV Junkie 4 (Vince Vouyer Unleased/Jules Jordan) - Chanel Preston et Vince Vouyer
  - POV Punx 4 (BurningAngel/Vouyer) - Skin Diamond, Joanna Angel et James Deen
  - POV Punx 4 (BurningAngel/Vouyer) - Tori Lux et James Deen
  - POV Pervert 13 (Mike John/Jules Jordan) - Charley Chase et Tim Von Swine
  - POV Pervert 14 (Mike John/Jules Jordan) - Lizz Tayler et Tim Von Swine
  - POV Pervert 14 (Mike John/Jules Jordan) - Sarah Shevon et Mike John
  - Spandex Loads (Kevin Moore/Buttman/Evil Angel) - Ally Kay et Kevin Moore
  - Teenage Spermaholics 7 (Mike John/Jules Jordan) - Chloe Reece Ryder et Tim Von Swine

#### Meilleure scène de sexe dans une production étrangère (Best Sex Scene in a Foreign-Shot Production)
- Mission Ass-Possible (Magik View/Private/Pure Play) - Brooklyn Lee et Ian Scott
- Nommés :
  - All Stars Teens 2 (Digital Playground) - Angel Dark et Leny Ewil
  - Angel Perverse 17 (Clark Euro/Evil Angel) - Debbie White, Ian Scott et Mike Angelo
  - Dirty Little Club Sluts (Harmony Films) - Megan Coxxx et James Deen
  - Elegance (Daring Media Group) - Aliz, Choky Ice et Anthony Hardwood
  - French Maid Service Trainees (Marc Dorcel/Wicked) - Cindy Dollar, Ian Scott, Alex Forte et James Brossman
  - Hold Me Close (Lesbian Provocateur/Digital Sin) - Aletta Ocean et Brandy Smile
  - In Like Timo (Timo Hardy/Buttman/Evil Angel) - Lillian, Ellen Lotus, Amelie et Timo Hardy
  - Ink (Daring Media Group) - Tallulah et Pascal White
  - Omar's Butt Obsession (Omar Galanti/Buttman/Evil Angel) - Olga, Jana et Omar Galanti
  - Rocco’s Dirty Teens (Rocco Siffredi/Evil Angel) - Louise, Naomi, Bessy, Barbie White, Candy Sweet, Sandra Rodriguez, Kylie et Rocco Siffredi
  - She Made Me Cum (Lesbian Provocateur/Digital Sin) - Shelia Grant, Nicole Sweet et Kelly Rose
  - Smuggling Sex-Pedition (Magik View/Private/Pure Play) - Niky Gold, JJ et Neeo
  - Tamed Teens 9 (Cruel Media/Evil Angel) - Izabella, Frank Gun, Lauro Giotto et Nick Lang
  - Whore House (Harmony Films) - Kristi Lust, Ben Kelly, JJ, John Strong et Peter Oh Toole

#### Meilleure scène desexe en solitaire(Best Solo Sex Scene)
- Asa Akira - Superstar Showdown: Asa Akira vs. Kristina Rose (Reality Blue/Vouyer)
- Nommés :
  - Capri Anderson - My Little Black Book (Vivid Entertainment Group)
  - Belladonna - Whores on the 14th (Belladonna/Evil Angel)
  - Tori Black - Sex Dolls (Studio A Entertainment)
  - Courtney Cummz - Superstar Showdown: Courtney Cummz vs. Bree Olson (Reality Blue/Vouyer)
  - Gracie Glam - A Wet Dream on Elm Street (Tom Byron/Evolution)
  - Jenna Haze - Just Jenna 2 (scene 6) (Jennaration X/Jules Jordan)
  - Justine Joli - Taxi 2 (Juicy Pink Box/Girlfriends Films)
  - Ryan Keely - All Natural: Glamour Solos (Girlfriends Films)
  - Sunny Leone - Lies: Diary of an Escort (SunLust/Vivid)
  - Bree Olson - Not Bionic Woman & the Six Million Dollar Man XXX (X-Play)
  - Jenna Presley - This Ain't Two and a Half Men (Hustler Video)
  - Alexis Texas - Superstar Showdown: Alexis Texas vs. Sarah Vandella (Reality Blue/Vouyer)
  - Sarah Vandella - Superstar Showdown: Alexis Texas vs. Sarah Vandella (Reality Blue/Vouyer)
  - Taylor Vixen - On My Own: Brunette Edition (Twistys)

#### Meilleure scène de sexe à trois F/H/H (Best Three-Way Sex Scene (G/B/B))
- Asa Akira Is Insatiable 2 (Elegant Angel Productions) - Asa Akira, Mick Blue et Toni Ribas
- Nommés :
  - All About Kagney Linn Karter (Third Degree Films) - Kagney Linn Karter, Ramon Nomar et Anthony Rosano
  - Anarchy (Wicked Pictures) - Lizz Tayler, Danny Wylde (en) et Sascha
  - Bad Girls 5 (Digital Playground) - Rebeca Linares, Scott Nails et Tommy Gunn
  - Elvis XXX: A Porn Parody (Axel Braun/Vivid) - Codi Carmichael, Dale DaBone et Alec Knight
  - Gracie Glam: Lust (Elegant Angel Productions) - Gracie Glam, Mick Blue et Danny Mountain (es)
  - Internal Damnation 4 (Jules Jordan Video) - Phoenix Marie, John Strong et Mark Wood (es)
  - Legs Up Hose Down (Jennaration X/Jules Jordan) - Lily LaBeau, Mick Blue et Toni Ribas
  - The Masseuse 4 (Digital Playground) - Riley Steele, Erik Everhard et Scott Nails
  - Portrait of a Call Girl (Elegant Angel Productions) - Jessie Andrews, Mick Blue et Ramon Nomar
  - Rough Sex 3: Adrianna’s Dangerous Mind (Vivid Entertainment Group) - Adrianna Nicole, Keni Styles (en) et Danny Wylde (en)
  - Sex Appeal (Elegant Angel Productions) - Jynx Maze, Mick Blue et Toni Ribas
  - Shut Up and Fuck (Bobbi Starr/Evil Angel) - Skin Diamond, Mr. Pete et Mark Wood (es)
  - Superman XXX: A Porn Parody (Vivid XXX Superheroes) - Lexi Belle, Evan Stone et Alec Knight
  - What the Fuck! Big Tits, Bitches & Ass! (John Leslie/Evil Angel) - Jada Stevens, Toni Ribas et Mark Wood (es)

#### Meilleure scène de sexe à trois F/F/H (Best Three-Way Sex Scene (G/G/B))
- Ass Worship 13 (Jules Jordan Video) - Kristina Rose, Jada Stevens et Nacho Vidal
- Nommés :
  - Assassins (Digital Playground) - Jesse Jane, BiBi Jones et Manuel Ferrara
  - Black Shack 2 (Bluebird Films) - Tori Black, Isis Love et Jon Jon
  - Bobbi's World (Bobbi Starr/Evil Angel) - Bobbi Starr, Tori Lux et Mark Wood (es)n
  - Captain America: An Extreme Comixxx Parody (Extreme Comixxx/Exquisite) - Ashli Orion, Charley Chase et Evan Stone
  - Legs Up Hose Down (Jennaration X/Jules Jordan) - Jenna Haze, Zoe Voss et Scott Nails
  - Nacho Vidal vs. Live Gonzo (Cruel Media/Evil Angel) - Amy Brooke, Gracie Glam et Nacho Vidal
  - Oil Overload 4 (Jules Jordan Video) - Melanie Rios, Gigi Rivera et Toni Ribas
  - Party Girls (Elegant Angel Productions) - Jenna Presley, Jayden Jaymes et Manuel Ferrara
  - Pervert (Paul Thomas/LFP) - Lily LaBeau, Sarah Shevon et Otto Bauer
  - Rocco's American Adventures (Rocco Siffredi/Evil Angel) - Alexis Texas, Jenny Hendrix et Rocco Siffredi
  - Slut Puppies 5 (Jules Jordan Video) - Lily Carter, Skin Diamond et Chris Strokes
  - Spider-Man XXX: A Porn Parody (Vivid Entertainment Group) - Ash Hollywood, Capri Anderson et Seth Dickens
  - Taxi Driver: A XXX Parody (Pleasure Dynasty/Exile) - Chanel Preston, Aurora Snow et Tom Byron
  - What the Fuck! Big Tits, Bitches & Ass (John Leslie/Evil Angel) - Sheena Ryder, Katie Jordin et Rocco Reed

#### Scène de sexe la plus scandaleuse (Most Outrageous Sex Scene)
- American Cocksucking Sluts (Mike Adriano/Evil Angel) - Brooklyn Lee et Juelz Ventura “Suck My Sack With a Straw”
- Nommés :
  - American Dad XXX: An Exquisite Films Parody (Paradox/Exquisite) - Andy San Dimas et Anthony Rosano "Call Me Big Daddy Jam Dog"
  - Bad Girls 6 (Digital Playground) - Jesse Jane et Tommy Gunn "Potty Training"
  - Heat on the Street (Bluebird Films) - Jasmine Jolie et Mr. Pete "Snoochie Boochies at the Quick Stop"
  - The Incredible Hulk XXX: A Porn Parody (Vivid Entertainment Group) - Lily LaBeau et Lee Stone "You'd Like My Green Penis When I'm Angry"
  - Introducing the Russo Twins (Vivid Entertainment Group) - The Russo Twins et Johnny Sins "Double Your Pussy, Double Your Fun"
  - Katy Pervy: A XXX Parody (Goodnight/Adult Source Media) - Kimberly Kane et Anthony Rosano "Dickle Me Elmer"
  - Nacho Vidal vs. Live Gonzo (Cruel Media/Evil Angel) - Franceska Jaimes et Nacho Vidal "The Human Fleshlight"
  - Official The Silence of the Lambs Parody (Orona Stevens/Zero Tolerance) - Riley Evans et Mark Wood (es) “It Takes the Dildo in Its Hooha”
  - Party of Feet 3 (Belladonna/Evil Angel) - Ann Marie Rios, Alexis Texas, Kristina Rose et Sinn Sage "Feet, Pray, Love"
  - Rocco's American Adventures (Rocco Siffredi/Evil Angel) - Allie Haze, Isis Taylor et Rocco Siffredi "Blinded by the Skeet"
  - Saw: A Hardcore Parody (Blue Circus/Pulse) - Amber Rayne et Johnny Thrust Stay Hard or Die Soft
  - Spider-Man XXX: A Porn Parody (Vivid Entertainment Group) - Capri Anderson et Xander Corvus "The Amazing Upside-Down Spidey B.J."
  - Twilight the Porno and Other XXX Parodies (Powersville/JM) - Lea De Mae, Dave Hardman et Johnny Thrust This Isn't Where the Wild Things Are
  - Wendy Williams Uncensored 2 (Hot Wendy/SMC) - Wendy Williams et un clown "Bozo and the She-Cock"

### Récompenses techniques

#### Meilleure direction artistique (Best Art Direction)
- The Rocki Whore Picture Show: A Hardcore Parody (Wicked Pictures)
- Nommés :
  - Captain America: An Extreme Comixxx Parody (Extreme Comixxx/Exquisite)
  - The Flintstones: A XXX Parody (New Sensations)
  - Home Improvement XXX: A Parody (Adam & Eve Pictures)
  - Horizon (Wicked Pictures)
  - Katwoman XXX (Bluebird Films)
  - Official Psycho Parody (Orona Stevens/Zero Tolerance)
  - Official The Silence of the Lambs Parody (Orona Stevens/Zero Tolerance)
  - Saw: A Hardcore Parody (Blue Circus/Pulse)
  - Sexy (Wicked Pictures)
  - Spider-Man XXX: A Porn Parody (Vivid Entertainment Group)
  - Star Trek: The Next Generation – A XXX Parody (Revolution X/Digital Sin)
  - This Ain't Dracula XXX 3D (Hustler Video)
  - This Ain’t Ghostbusters XXX 3D (Hustler Video)
  - Top Guns (Digital Playground)

#### Meilleure photographie (Best Cinematography)
- Spiderman XXX: A Porn Parody (Vivid Entertainment Group) - Axel Braun et Eli Cross
- Nommés :
  - Cannibal Queen (Cobra Films/Pulse) - JacktheZipper
  - Cherry (Jewelbox/Digital Playground) - Matt Holder
  - Grindhouse XXX (Adam & Eve Pictures) - David Lord et Andre Madness
  - Horizon (Wicked Pictures) - Paul Woodcrest et Len Scapp
  - Katwoman XXX (Bluebird Films) - Nicholas Steele
  - Official The Silence of the Lambs Parody (Orona Stevens/Zero Tolerance) - Gary Orona
  - Party of Feet 3 (Belladonna/Evil Angel) - Aiden Riley
  - Portrait of a Call Girl (Elegant Angel Productions) - Mason, Carlos Dee et Alex Ladd
  - The Rocki Whore Picture Show: A Hardcore Parody (Wicked Pictures) - Jake Jacobs
  - Sex Dolls (Studio A Entertainment) - Andrew Blake
  - Star Trek: The Next Generation – A XXX Parody (Revolution X/Digital Sin) - Eddie Powell
  - Taxi Driver: A XXX Parody (Pleasure Dynasty/Exile) - Paul Woodcrest
  - This Ain’t Ghostbusters XXX 3D (Hustler Video) - Eli Cross
  - Top Guns (Digital Playground) - Robby D.

#### Meilleur scénario (Best Screenplay)
- Dear Abby (New Sensations Romance) - Jacky St. James
- Nommés :
  - Cherry (Jewelbox/Digital Playground) - Kay Brandt
  - Fighters (Digital Playground) - Robby D.
  - Grindhouse XXX (Adam & Eve Pictures) - David Lord et T.H. Robb
  - Horizon (Wicked Pictures) - Sam Hain
  - Killer Bodies (Adam & Eve Pictures) - David Lord
  - Kung Fu Pussy (BurningAngel/Vouyer) - Joanna Angel
  - A Little Part of Me (New Sensations Romance) - Tyler Scott
  - Lost and Found (New Sensations Romance) - Mona Sunoy
  - The Orgasm (Penthouse/Exile) - Cash Markman
  - Pervert (Paul Thomas/LFP) - Paul Thomas
  - Portrait of a Call Girl (Elegant Angel Productions) - Graham Travis
  - Runaway (Vivid Entertainment Group) - David Stanley
  - Savanna Samson Is the Masseuse (Vivid Entertainment Group) - Raven Touchstone et Tony G.
  - Young at Heart (Wicked Pictures) - Brad Armstrong

#### Meilleur scénario - Parodie (Best Screenplay – Parody)
- The Rocki Whore Picture Show: A Hardcore Parody (Wicked Pictures) - Brad Armstrong et Hank Shenanigan
- Nommés :
  - Anchorman: A XXX Parody (New Sensations) - Crystal D. Lite
  - Beverly Hillbillies: A XXX Parody (X-Play/Adam & Eve Pictures) - Jeff Mullen
  - Elvis XXX: A Porn Parody (Axel Braun/Vivid) - Axel Braun
  - The Flintstones: A XXX Parody (New Sensations) - Tyler Scott
  - Official Psycho Parody (Orona Stevens/Zero Tolerance) - Gary Orona
  - Official The Silence of the Lambs Parody (Orona Stevens/Zero Tolerance) - Gary Orona
  - Official Vagina Monologues Parody (Third Degree Films) - Mike Quasar
  - Saw: A Hardcore Parody (Blue Circus/Pulse) - Dick Chibbles
  - Scream XXX: A Porn Parody (Axel Braun/Vivid) - Eli Cross
  - Spider-Man XXX: A Porn Parody (Vivid Entertainment Group) - Axel Braun et Mark Logan
  - Star Trek: The Next Generation – A XXX Parody (Revolution X/Digital Sin) - Sam Hain
  - This Ain't Ghostbusters XXX 3D (Hustler Video) - Roger Krypton
  - This Ain't Lady Gaga XXX (Hustler Video) - Axel Braun et Ike Stain
  - Top Guns (Digital Playground) - Robby D.

#### Meilleur montage (Best Editing)
- The Rocki Whore Picture Show: A Hardcore Parody (Wicked Pictures) – Scott Allen
- Nommés :
  - Captain America XXX: An Extreme Comixxx Parody (Extreme Comixxx) – Sinister X et Tom Byron
  - Cannibal Queen (Cobra Films/Pulse) – JacktheZipper
  - The Flintstones: A XXX Parody (New Sensations) – Gabrielle Anex
  - Grindhouse XXX (Adam & Eve Pictures) – Shadow Bradley et Aphrodite
  - Ink (Daring Media Group) – XL
  - Katwoman XXX (Bluebird Films) – Nicholas Steele
  - Killer Bodies (Adam & Eve Picture) – David Lord
  - Kimberly Kane's Been Blackmaled (Vivid Entertainment Group) – Jack Freedom
  - Official Psycho Parody (Orona Stevens/Zero Tolerance) – Gary Orona
  - Portrait of a Call Girl (Elegant Angel Productions) – Graham Travis
  - Sex Dolls (Studio A Entertainment) – Andrew Blake
  - Spider-Man XXX: A Porn Parody (Vivid Entertainment Group) – Axel Braun et Claudia Ross
  - Taxi Driver: A XXX Parody (Pleasure Dynasty/Exile) – Tom Byron et Craig Daze
  - Top Guns (Digital Playground) – Joey Pulgadas

#### Meilleurs bonus deDVD(Best DVD Extras)
- The Rocki Whore Picture Show: A Hardcore Parody (Wicked Pictures)
- Nommés :
  - Beverly Hillbillies: A XXX Parody (X-Play/Adam & Eve)
  - Home Improvement XXX (Adam & Eve Pictures)
  - Horizon (Wicked Pictures)
  - Joanna Angel and James Deen’s Summer Vacation (BurningAngel/Vouyer)
  - The Justice League of Porn Star Heroes (Extreme Comixxx/Exquisite)
  - Killer Bodies (Adam & Eve Pictures)
  - Official Psycho Parody (Orona Stevens/Zero Tolerance)
  - Portrait of a Call Girl (Elegant Angel Productions)
  - The Private Afternoons of Pamela Mann (Video-X-Pix)
  - Sexy (Wicked Pictures)
  - Spider-Man XXX: A Porn Parody (Vivid Entertainment Group)
  - Star Trek: The Next Generation – A XXX Parody (Revolution X/Digital Sin)
  - Top Guns (Digital Playground)
  - What the Fuck! Big Tits, Bitches & Ass! (John Leslie/Evil Angel)

#### Meilleurs effets spéciaux (Best Special Effects)
- Horizon (Wicked Pictures)
- Nommés :
  - Captain America: An Extreme Comixxx Parody (Extreme Comixxx/Exquisite)
  - The Incredible Hulk XXX: A Porn Parody (Vivid Entertainment Group)
  - The Justice League of Pornstar Heroes (Extreme Comixxx/Exquisite)
  - Katwoman XXX (Bluebird Films)
  - Killer Bodies (Adam & Eve Pictures)
  - Not Bionic Woman & the Six Million Dollar Man XXX (X-Play/Digital Sin)
  - Pr0n: The XXX Parody (Xenith/Goodnight/Adult Source)
  - Spider-Man XXX: A Porn Parody (Vivid Entertainment Group)
  - Star Trek: The Next Generation - A XXX Parody (Revolution X/Digital Sin)
  - Supergirl XXX: An Extreme Comixxx Parody (Extreme Comixxx/Exquisite)
  - Superman XXX: A Porn Parody (Vivid Entertainment Group)
  - This Ain't Dracula XXX (Hustler Video)
  - This Ain’t Ghostbusters XXX 3D (Hustler Video)
  - Top Guns (Digital Playground)

#### Meilleur maquillage (Best Makeup)
- The Rocki Whore Picture Show (Wicked Pictures) – Shelby Stevens et Melissa Makeup
- Nommés :
  - Elvis XXX: A Porn Parody (Axel Braun/Vivid) – 2-Ply
  - The Flintstones (Digital Playground) – Maria
  - Grindhouse XXX (Adam & Eve Pictures) – Nichole et Melissa Makeup
  - Horizon (Wicked Pictures) – Glenn Alfonso, Kina Hain et Tom Devlin
  - The Incredible Hulk XXX: A Porn Parody (Vivid Entertainment Group) – Ziggy Rhet et Ash Tres
  - The Justice League of Porn Star Heroes (Extreme Comixxx/Exquisite) – Dan Frey
  - Katwoman XXX (Bluebird Films) – Rosa, May Balleen, Red Velvet, Melissa Makeup et May Kup
  - Official Psycho Parody (Orona Stevens/Zero Tolerance) – Lori Elle
  - Simpsons: The XXX Parody – Marge & Homer’s Sex Tape! (Full Spread/LFP) – Glenn Alfonso et 2-Ply
  - Star Trek: The Next Generation - A XXX Parody (Revolution X/Digital Sin) – Maria, Mike Tristano et Linda Roberts
  - Superman XXX: A Porn Parody (Vivid Entertainment Group) – Lee Garland et 2-Ply
  - This Ain't Dracula XXX 3D (Hustler Video) – 2-Ply
  - This Ain't Lady Gaga XXX (Hustler Video) – 2-Ply
  - A Wet Dream on Elm Street (Tom Byron/Evolution) – Glenn Alfonso et Tom Devlin

#### Meilleure musique (Best Music Soundtrack)
- Elvis XXX: A Porn Parody (Axel Braun/Vivid)
- Nommés :
  - Anarchy (Wicked Pictures)
  - Hard Bodies (Elegant Angel Productions)
  - Killer Bodies (Adam & Eve Pictures)
  - Kung Fu Pussy (BurningAngel/Vouyer)
  - L for London (Jonni Darkko/Evil Angel)
  - Pictures at an Exxxhibition (EarlMiller.com)
  - Pr0n: The XXX Parody (Xenith/Goodnight/Adult Source)
  - The Rocki Whore Picture Show (Wicked Pictures)
  - Rocky XXX: A Parody Thriller! (X-Play/Adam & Eve Pictures)
  - Saturday Night Fever: An Exquisite Films Parody (Exquisite Films)
  - Sex Dolls (Studio A Entertainment)
  - Sexy (Wicked Pictures)
  - Taxi Driver: A XXX Parody (Pleasure Dynasty/Exile)
  - This Ain't Lady Gaga XXX (Hustler Video)

#### Meilleure chanson originale (Best Original Song)
- Elvis XXX: A Porn Parody (Axel Braun/Vivid) - “Stuck in Your Crack”
- Nommés :
  - Anarchy (Wicked Pictures) - “In Control”
  - Elvis XXX: A Porn Parody (Axel Braun/Vivid) - “Are You Whoresome Tonight”
  - The Flying Pink Pig (Cheeky Monkey/Cal Vista/Metro) - “Thinkin’ ‘Bout You”
  - Heart Strings (Wicked Pictures) - “No Song, No Supper”
  - Not Bionic Woman & the Six Million Dollar Man XXX (X-Play) - title theme
  - Official Revenge of the Nerds Parody (Third Degree FIlms) - title theme
  - Pictures at an Exxxhibition (EarlMiller.com) - “Promenade”
  - The Rocki Whore Picture Show: A Hardcore Parody (Wicked Pictures) - “Fuck-a-Fuck-a”
  - The Rocki Whore Picture Show: A Hardcore Parody (Wicked Pictures) - “Oversexed Porn Star”
  - Saw: A Hardcore Parody (Blue Circus/Pulse) - "Your Mouth Was Made for Loving Me"
  - Sexy (Wicked Pictures) - “Sexy”
  - This Ain't Lady Gaga XXX (Hustler Video) - "I'm in Porn Today"
  - This Ain't Lady Gaga XXX (Hustler Video) - "Telefuck"
  - What the Fuck! Big Tits, Bitches & Ass! (John Leslie/Evil Angel) - "In the Kitchen"

#### Titre le plus audacieux (Clever Title of the Year)
- Beggin' for a Peggin' (Reality Blue/Vouyer)
- Nommés :
  - Asian Noodle Slurpers (Third World Media)
  - Bust a Nut or Die Tryin' (B. Pumper/Freaky Empire)
  - Faces Loaded (Brandon Iron/JM Productions)
  - His Booty Is My Duty (Exquisite Multimedia)
  - I Can't Believe I Fucked a Zombie (Rodnievision/Exquisite)
  - I Want You to Make My Mouth Pregnant (JM Productions)
  - It Ain't Gonna Suck Itself! (Loaded Digital/Metro)
  - Japanese Fur Burgers (Third World Media)
  - Load Almighty (Mike John/Jules Jordan)
  - My Ex Girlfriend Is a Slut: Here's Proof (DreamGirls)
  - Roll Me a Fatty (Third World Media)
  - Say Hi to Your Mother for Me (Zero Tolerance Entertainment)
  - Sweaty College Girl Butt Stinky Panties (B. Pumper/Freaky Empire)
  - A View to a Gape (Omar Galanti/Evil Angel)

### Spécialités et fétichisme

#### Meilleur filmBDSM(Best BDSM Release)
- Disciplined (Anastasia Pierce/Pulse)
- Nommés :
  - The Adventures of Evil Dia (Severe Society Films)
  - Felix's Audition (Julie Simone Productions)
  - Hollywood Kink (Anastasia Pierce/Pulse)
  - Julie Simone Is a Dominatrix (Julie Simone Productions)
  - Julie Simone: Sadistic Bitch (Julie Simone Productions)
  - Masquerade (Anastasia Pierce/Pulse)
  - Slave 06 (JM Productions)
  - Submissive Slut (Julie Simone Productions)
  - Vicious Vixxxens 7: Krissy the Love Sex Doll (Julie Simone Productions)

#### Meilleur film «grosse poitrine» (Best Big Bust Release)
- Big Wet Tits 10 (Elegant Angel Productions)
- Nommés :
  - Abbondanza: Big Natural Boobs (Rocco Siffredi/Evil Angel)
  - Big Tit Crackers 2 (John Leslie/Evil Angel)
  - Big Tits at School 12 (Brazzers)
  - Big Tits in Uniform 4 (Brazzers)
  - Boob Bangers 8 (Jonni Darkko/Evil Angel)
  - Bounce! 2: All Naturals (Bluebird Films)
  - Bra Busters 2 (Jules Jordan Video)
  - Breast in Class: Naturally Gifted (Jennaration X/Jules Jordan)
  - Doctor Adventures 10 (Brazzers)
  - Kelly Madison's World Famous Tits (Kelly Madison/Juicy)
  - Natural (Elegant Angel Productions)
  - Natural Headlights (Cruel Media/Jules Jordan)
  - Stacked Street Sluts (Score/Pure Play)
  - Titlicious 3 (Digital Playground)

#### Meilleure série «grosse poitrine» (Best Big Bust Series)
- Big Tits in Uniform (Brazzers/Jules Jordan)
- Nommés :
  - Big Naturals (Reality Kings/Pulse)
  - Big Tits at Work (Brazzers/Jules Jordan)
  - Big Tits Boss (Reality Kings/Pulse)
  - Big Tits Round Asses (Bang Productions)
  - Doctor Adventures (Brazzers)
  - Gazongas (Devil's Film)
  - Hello Titty (Third World Media)
  - Titterific (Immoral/Pure Play)
  - Top Heavy Tarts (Rodnievision/Exquisite)

#### Meilleur film «gros derrière» (Best Big Butt Release)
- Kelly Divine Is Buttwoman (Elegant Angel Productions)
- Nommés :
  - Alexis Ford: Perfect Ass (Adam & Eve Pictures)
  - Ass Masterpiece 6 (Naughty America/Pure Play)
  - Ass Parade 30 (Bang Productions)
  - Assets (Zero Tolerance Entertainment)
  - Battle of the Asses 3 (Elegant Angel Productions)
  - Big Ass Fixation 8 (Tom Byron/Evolution)
  - Big Butt Cowgirl Pinups (Tom Byron/Evolution)
  - Bomb Ass White Booty 16 (West Coast Productions)
  - Dynamic Booty 6 (Alexander DeVoe/Jules Jordan)
  - Extreme Asses 14 (Reality Kings/Pulse)
  - Monster Curves 13 (Reality Kings/Pulse)
  - Phat Bottom Girls 4 (Manuel Ferrara/Evil Angel)
  - Rear View (Jules Jordan Video)
  - This Butt’s 4 U 7 (Erik Everhard/Jules Jordan)

#### Meilleure série «gros derrière» (Best Big Butt Series)
- Phat Bottom Girls (Manuel Ferrara/Evil Angel)
- Nommés :
  - Ass Masterpiece (Naughty America/Pure Play)
  - Ass Parade (Bang Productions)
  - Big Tits Round Asses (Bang Productions)
  - Booty Talk (West Coast Productions)
  - Bomb Ass White Booty (West Coast Productions)
  - Extreme Asses (Reality Kings/Pulse)
  - Monster Curves (Reality Kings/Pulse)

#### Meilleur film «domination féminine/gode ceinture» (Best Fem-Dom Strap-On Release)
- Beggin’ for a Peggin’ (Reality Blue/Vouyer)
- Nommés :
  - Babes Ballin Boys 21 (Pleasure/Evolution)
  - His Booty Is My Duty (Exquisite Multimedia)
  - MILF Strap 2 (Joey Silvera/Evil Angel)
  - MILFs Ballin Boys (Pleasure/Evolution)
  - Miss Teen Strap America (Joey Silvera/Evil Angel)
  - Pegging: A Strap-On Love Story (Devil's Film)
  - Strap-On Idol (Severe Society Films)
  - Strap Attack 13 (Joey Silvera/Evil Angel)
  - The Violation of My Boyfriend's Ass 5 (White Ghetto Films)

#### Meilleur film «fétichisme du pied/de la jambe» (Best Foot/Leg Fetish Release)
- Nylons 8 (Third Degree Films)
- Nommés :
  - At Your Feet 2 (Private/Pure Play)
  - Barefoot Confidential 67 (Kick Ass Pictures)
  - Fantasy Footjobs 8 (Kick Ass Pictures)
  - Feet First (Vivid Entertainment Group)
  - Foot Fetish Daily 4 (Kick Ass Pictures)
  - Foot Fetish Freaks (DreamGirls)
  - Foot Fuckers (Penthouse/Exile)
  - Jimmy Gets a Footjob! (Severe Society Films)
  - Legs Up Hose Down (Jennaration X/Jules Jordan)
  - Magical Feet 13 (Bang Productions)
  - Panty Hoes 9 (New Sensations)
  - Party of Feet 3 (Belladonna/Evil Angel)
  - She's Got Legs (Paradise/Vouyer)
  - Young Thighs in Knee Highs (Third Degree Films)

#### Meilleur film «éjaculation interne» (Best Internal Release)
- Internal Damnation 4 (Jules Jordan Video)
- Nommés :
  - All Internal 14 (Cruel Media/Jules Jordan)
  - Big Tit Cream Pie 10 (Bang Productions)
  - Black Juicy DP Creampies (West Coast Productions)
  - Cream Pie Cravings 2 (Adam & Eve Pictures)
  - Cum in Me Baby 2 (West Coast Productions)
  - Internal Cumbustion 16 (Zero Tolerance Entertainment)
  - Latinas Love Caliente Creampies 4 (Lethal Hardcore/Pulse)
  - Sperm Sponges 2 (Loaded Digital/Metro)
  - Tokyo Cream Puffs 9 (Third World Media)

#### Meilleur film «éjaculation féminine» (Best Squirting Release)
- Lesbian Bukkake 17 (JM Productions)
- Nommés :
  - Squirt Girl: Alexis Ford (Adam & Eve Pictures)
  - Squirt Squad (Bluebird Films)
  - Squirtamania 17 (Immoral/Pure Play)
  - Squirting Slumber Party 5 (Immoral/Pure Play)

#### Meilleur film «transsexuels» (Best Transsexual Release)
- The Next She-Male Idol 3 (Joey Silvera/Evil Angel)
- Nommés :
  - American's Next Top Tranny 13 (Goodfellas/Devil's Film)
  - La Femme Nikita: A XXX Tranny Parody (Juicy Entertainment)
  - Sexing the Transman XXX (Buck Angel Entertainment)
  - She Male Police (Joey Silvera/Evil Angel)
  - She-Male Strokers 47 (Rodnievision/Exquisite)
  - She-Male Superstars 4 (Hustler Video)
  - Shemale Pornstar: Domino Presley (Grooby/Third World)
  - Trassexual Prostitutes 67 (Devil's Film)
  - Wendy Williams Uncensored 2 (Hot Wendy/SMC/Pulse)

#### Meilleure série «transsexuels» (Best Transsexual Series)
- America's Next Top Tranny (Goodfellas/Devil's Film)
- Nommés :
  - Bang My Tranny Ass (Rodnievision/Exquisite)
  - She-Male Strokers (Rodnievision/Exquisite)
  - She-Male Superstars (Hustler Video)
  - Shemale Samba Mania (Third World Media)
  - Tranny Surprise (Reality Kings/Pulse)
  - Transsexual Superstars (SMC/Pulse)

#### Meilleur film «spécialité» - autre genre (Best Specialty Release – Other Genre)
- Bush (Elegant Angel Productions)
- Nommés :
  - Ass Eaters Unanimous 23 (Tom Byron/Evolution)
  - Asses of Face Destruction 10 (Roman/Buttman/Evil Angel)
  - Buttman's Stretch Class 7 (John Stagliano/Buttman/Evil Angel)
  - Crash Pad Series 6: Wide Open (Pink & White/Good Releasing)
  - The Cuckold Club (Bluebird Films)
  - CFNM: Boss'd Around (Reality Blue/Vouyer)
  - Evil Cuckold 2 (Sean Michaels/Buttman/Evil Angel)
  - Facesitters in Heat 25 (Roman Video)
  - FemDom Ass Worship 7 (MeanBitch/Buttman/Evil Angel)
  - Happy Handies (Tom Byron/Evolution)
  - Hot Bush 5 (Reality Kings/Pulse)
  - Mad Sex Party: Bukkake Babes (EroMaxx/AVNS)
  - MeanBitches POV 4 (MeanBitch/Kick Ass Sola, C. Batts FLY)

#### Meilleure série «spécialité» (Best Specialty Series)
- Buttman's Stretch Class (John Stagliano/Buttman/Evil Angel)
- Nommés :
  - ATK Natural & Hairy (ATK/Kick Ass)
  - Barefoot Confidential (Kick Ass Pictures)
  - Couples Seduce Teens (Pink Visual/Pulse)
  - Couples Seeking Teens (Reality Junkies/Mile High)
  - FemDom Ass Worship (MeanBitch/Buttman/Evil Angel)
  - Foot Fetish Daily (Kick Ass Pictures)
  - I Love Big Toys (Digital Sin)
  - Magical Feet (Bang Productions)
  - Mean Amazon Bitches (MeanBitch/Kick Ass)
  - Mother-Daughter Exchange Club (Girlfriends Films)
  - Natural Bush (Homegrown/Pure Play)
  - Scale Bustin Babes (Rodnievision/Exquisite)
  - Seattle Hairy Girls (Rodnievision/Exquisite)
  - Teen Fidelity (Kelly Madison/Juicy)

### Marketing

#### Meilleure campagne de marketing - Image de l'entreprise (Best Overall Marketing Campaign – Company Image)
- Digital Playground
- Nommés :
  - Adam & Eve
  - Bang Productions
  - Bluebird Films
  - BurningAngel Entertainment
  - Elegant Angel Productions
  - Evil Angel
  - Evolution Distribution
  - Exquisite Films/Extreme Comixxx
  - Girlfriends Films
  - Jules Jordan Video
  - New Sensations/Digital Sin
  - Vivid Entertainment Group
  - Wicked Pictures
  - X-Play

#### Meilleure campagne de marketing - Projet individuel (Best Overall Marketing Campaign – Individual Project)
- The Rocki Whore Picture Show: A Hardcore Parody (Wicked Pictures)
- Nommés :
  - Brittney Jones Confidential (Vivid Celeb)
  - Fighters (Digital Playground)
  - The Flying Pink Pig 1 & 2 (Cheeky Monkey/Cal Vista/Metro)
  - Horizon (Wicked Pictures)
  - Jasmine Waltz: Hollywood It Girl (Exquisite Celebrity)
  - The Justice League of Pornstar Heroes (Extreme Comixxx)

WKatwoman XXX (Bluebird Films)
- - Killer Bodies (Adam & Eve Pictures)
  - Phil Varone's Secret Stash (Vivid Celeb)
  - Saw: A Hardcore Parody (Blue Circus/Pulse)
  - Star Trek: The Next Generation – A XXX Parody (Revolution X/Digital Sin)
  - Spider-Man XXX: A Porn Parody (Vivid Entertainment Group)
  - Superman XXX: A Porn Parody (Vivid Entertainment Group)
  - Top Guns (Digital Playground)

#### Meilleur packaging - Vidéo (Best Packaging - Video)
- This Ain't Ghostbusters XXX 3D (Hustler Video)
  - Nommés :
  - Barely Legal 120 (Hustler Video)
  - Babysitters 2 (Digital Playground)
  - Erica Lynn Is Badd: The XXX Home Movies (Vivid Celeb)
  - Fan Bang (Loaded Digital/Metro)
  - Fashionistas Safado Box Set (Evil Angel Productions)
  - Fighters (Digital Playground)
  - Home Improvement XXX: A Parody (Adam & Eve Pictures)
  - Killer Bodies (Adam & Eve Pictures)
  - Lost & Found (New Sensations Romance)
  - Official Psycho Parody (Orona Stevens/Zero Tolerance)
  - Rezervoir Doggs: An Exquisite Films Parody (Exquisite Films)
  - The Rocki Whore Picture Show: A Hardcore Parody (Wicked Pictures)
  - Sexy (Wicked Pictures)
  - Spider-Man XXX: A Porn Parody (Vivid Entertainment Group)

### Web et technologie

#### Meilleur site alternatif (Best Alternative Website)
- Clips4Sale.com, Clip 4 Sale

#### Meilleur programme d'affiliation (Best Affiliate Program)
- FameDollars
- Nommés :
  - AEBN
  - AWEmpire
  - BangBros Online
  - Blazing Bucks
  - CrakCash
  - HotMovies
  - JuggCash
  - NastyDollars
  - NaughtyRevenue
  - Nubiles
  - PussyCash
  - Saboom
  - SpiceCash
  - TopBucks Mobile

#### Meilleur site de rencontre (Best Dating Website)
- Fling.com
- Nommés :
  - AdultFriendFinder.com
  - AmateurMatch.com
  - AshleyMadison.com
  - BeNaughty.com
  - CitySex.com
  - Gleeden.com
  - HornyMatches.com
  - Ihookup.com
  - MeetLocals.com
  - SexSearch.com
  - Swurve.com
  - Upforit.com
  - XProfiles.com
  - XXXBlackBook.com

#### Meilleure site de chat (Best Live Chat Website)
- IMLive.com
- Nommés :
  - Cam4.com
  - CamContacts.com
  - CamWorld.com
  - Flirt4Free.com
  - HustlerCams.com
  - IFriends.net
  - LiveJasmin.com
  - MyFreeCams.com
  - Naked.com
  - Streamate.com

#### Meilleur site par abonnement (Best Membership Site)
- Brazzers.com
- Nommés :
  - BangBros.com
  - ElegantAngel.com
  - EvilAngel.com
  - HornyBirds.com
  - Hustler.com
  - PornstarPunishment.com
  - Penthouse.com
  - RealityKings.com
  - Saboom.com
  - TonightsGirlfriend.com
  - Twistys.com
  - Vivid.com
  - WickedPictures.com
  - X-Art.com

#### Meilleur site de pornstar (Best Porn Star Website)
- Bobbi Starr (BobbiStarr.com)
- Nommées :
  - Asa Akira (AsaAkira.com)
  - Bree Olson (BreeOlson.com)
  - Dylan Ryder (DylanRyder.com)
  - Jelena Jensen (JelenaJensen.com)
  - Jesse Jane (JesseJane.com)
  - Kagney Linn Karter (KagneyLinnKarter.com)
  - Kayden Kross (ClubKayden.com)
  - Kelly Madison (KellyMadison.com)
  - Lisa Ann (TheLisaAnn.com)
  - Mariah Milano (MariahXXX.net)
  - Nina Hartley (Nina.com)
  - Sophie Dee (ClubSophieDee.com)
  - Sunny Leone (SunnyLeone.com)
  - Tanya Tate (TanyaTate.com)

#### Meilleur site personnel (Best Solo Girl Website)
- Ariel Rebel (ArielRebel.com)
- Nommées :
  - Aaliyah Love (AaliyahLove.com)
  - Brandi Belle (BrandiBelle.com)
  - Catalina Cruz (CatalinaCruz.com)
  - Danielle (DanielleFTV.com)
  - Giselle (GotGiselle.com)
  - Kelly Anderson (HousewifeKelly.com)
  - Janessa Brazil (JenessaBrazil.com)
  - Molly Cavalli (MollysLife.com)
  - Natasha Sky (NatashaShy.com)
  - Roxy Raye (RoxyRaye.com)
  - Sarah Peachez (RealPeachez.com)
  - Tiffany Preston (TiffanyPreston.com)
  - Vanilla DeVille (VanillaDeville.com)
  - Vicky Vette (VickyatHome.com)

#### Meilleur site de photographie (Best Photography Website)
- EarlMiller.com
- Nommés :
  - AndrewBlake.com
  - Aziani.com
  - David-Nudes.com
  - DigitalDesire.com
  - EbinaModels.com
  - FTVGirls.com
  - Hegre-Art.com
  - HollyRandall.com
  - KenMarcus.com
  - Met-Art.com
  - Nubiles.net
  - PhotoDromm.com
  - Playboy.com
  - Scoreland.com
  - ShowyBeauty.com

#### Meilleur site de studio (Best Studio Website)
- Evil Angel (EvilAngelVideo.com)
- Nommés :
  - Digital Playground (DigitalPlayground.com)
  - Elegant Angel Productions (ElegantAngel.com)
  - Extreme Comixxx (ExtremeComixxx.com)
  - Girlfriends Films (GirlfriendsFilms.com)
  - Homegrown Video (Homegrown.com)
  - Hustler Video (HustlerVideo.com)
  - Jules Jordan Video (JulesJordanVideo.com)
  - Kick Ass Pictures (KickAssDVD.com)
  - Marc Dorcel Production (Dorcel.com)
  - Pink Visual Productions (PinkVisual.com)
  - Vivid Entertainment Group (Vivid.com)
  - West Coast Productions (WCPClub.com)
  - Wicked Pictures (Wicked.com)
  - X-Play (Sitcums.com)
  - Zero Tolerance Entertainment (ZeroTolerance.com)

#### Meilleure première sur le Web (Best Web Premiere)
- Pictures at an Exxxhibition (EarlMiller.com)
- Nommés :
  - American Cream Pie (Porn.com)
  - The Assistant (Danni.com)
  - Budapest (Brazzers.com)
  - Crazy in Cabo (HornyBirds.com)
  - Foxtrot (Command Cinema/Hot Movies)
  - The Fucking Dead (Porn.com)
  - Lick My Asa (Hot & Mean) (Brazzers.com)
  - Money Talks: Double Sensation (RealityKings.com)
  - Neon Nights (Command Cinema/Hot Movies)
  - No Faces (RealityKings.com)
  - Say Hit to Your Husband For Me 2 & 3 (Real Wife Stories) (Brazzers.com)
  - The Shaft (BurningAngel.com)
  - Porn Star Vampire (MariahXXX.net)
  - The Whorriors (Pornstars Like It Big) (Brazzers.com)

### Jouets sexuelset produits de plaisir

#### Meilleur produit fétichiste (Best Fetish Product)
- Crystal Minx Plug with Tail, Crystal Delights
- Nommés :
  - Door Play Kit, Sex & Mischief (Sportsheets)
  - Falcon Nip Suck, Icon Brands
  - Fetish Fantasy Series Fantasy Web Bed Restraint System, Pipedream Products
  - Horny Honey Feather Tickler With Vibrating Handle, Hott Products
  - KinkLab Mandible Body Clamps, Stockroom
  - Metal Anal Lock with Big Ball, Rimba
  - Purple Passion Gift Bag, Spartacus Enterprises
  - Silk Bondage Scarves, Luxotiq
  - Smitten Kitten, Hustler Toys
  - Swarovski Crystal Leather Blindfold, Luz de la Riva
  - Transsexual Jesse Doggie Style Love Doll, California Exotic Novelties
  - Vibrating Pleasure Pump (Essential Vibrators), Good Vibes Wholesale
  - Wendy Williams Doggie Style Ass and Balls, Doc Johnson
  - The Yank, Adam & Eve

#### Meilleur fabricant de lingerie ou accessoires (Best Lingerie or Apparel Company)
- Baci Lingerie
- Nommés :
  - Be Wicked! Costumes
  - Bristols 6
  - Coquette
  - Electric Lingerie
  - Fantasy Lingerie
  - Fetish Fantasy Lingerie
  - Forplay
  - Hustler Apparel
  - Male Power
  - Magic Silk
  - Queen of Hearts
  - Seven 'til Midnight
  - Shirley of Hollywood
  - T.I.T.S. Brand

#### Meilleure ligne de jouets sexuels (Best Overall Sex Toy Line)
- Bedroom Kandi, OhMiBod
- Nommés :
  - Bordello, Topco Sales
  - Colors Against Cancer, Crystal Delights
  - Eye Candy, XGen
  - Fairy Wands, Merci Toys
  - Fashionistas Line, Icon Brands
  - First Time, California Exotic Novelties
  - Fleshlight Freaks, Interactive Life Forms
  - G4 Line, Fun Factory
  - Illusion Collection, Nasstoys
  - Metal Worx, Pipedream Products
  - vPicoBong, LELO
  - Studio Collection, The Screaming O
  - Style Vibe, Joy-Lite
  - Zero Tolerance Toys, Evolved Novelties

#### Meilleur packaging - Produits de plaisir (Best Packaging - Pleasure Products)
- Big Teaze Toys
- Nommés :
  - Bunnyjuice
  - Digital Playground Novelties
  - Dorcel Toys
  - Eat Play Love, Icon Brands
  - Evolved Novelties
  - Fetish Fantasy Series, Pipedream Products
  - Good Vibes Wholesale
  - Hustler Toys
  - Joya
  - Kama Sutra
  - Mood, Doc Johnson
  - Papaya Toys
  - Sex & Mischief, Sportsheets
  - Shunga Erotic Art

#### Best Party, Game or Gag Product
- Adult Trading Cards, Adult Trading Card Company
- Nommés :
  - Cockattoo, 2nd Story LLC
  - Dirty Bands, Dirty Bands
  - Door Nobs/Door Knockers, Creative Conceptions UK
  - Fantasy Affair, Kheper Games
  - Finally Miley! Super Star Series Love Doll, Pipedream Products
  - Obamarator, Fun Sponge
  - Pornkins Pumpkin Carving Kit, Rockstar Holiday LLC
  - Shower X, Shower X
  - Sinner's Wheel, Zero Tolerance Toys

#### Best Sex Accessory
- Eyelash Collection, Baci Lingerie
- Nommés :
  - All American Whoppers Universal Harness, Nasstoys
  - CleanStream, XR Brands
  - Décor Series Heart Wedge, Liberator
  - Deuce Harness, Spare Parts
  - Flesh Drive, Flesh Drive
  - Glow-in-the-Dark Two-Piece Harness, California Exotic Novelties
  - Pop Top Deluxe Wand Attachment, Good Vibes Wholesale
  - Sexual Energy + Chocolate, Icon Brands
  - Skyn Couture Temporary Tattoos, Skyn Couture
  - Smart Toy Cleaner, Evolved Novelties
  - Sqweelers, Lovehoney
  - StreemMaster Douche System, MSC Innovations
  - Ta-Ta-Toos, XGen Products
  - The Ultimate Kiss CD, Hypnotic Dreams

#### Best Sex Toy Company – Large
- Fleshlight
- Nommés :
  - BMS Enterprises
  - California Exotic Novelties
  - Doc Johnson
  - Evolved Novelties
  - Fun Factory
  - Hott Products
  - Hustler Toys
  - Icon Brands
  - Joydivision
  - LELO
  - Liberator
  - Lovehoney
  - Nasstoys
  - Pipedream Products
  - The Screaming O
  - Sportsheets
  - Synergy Erotic
  - Topco Sales
  - Vibratex

#### Best Sex Toy Company – Small
- Big Teaze Toys
- Nommés :
  - A.L. Enterprises
  - Aneros
  - bSwish
  - Digital Playground Novelties
  - Don Wands
  - Extase
  - Good Vibes Wholesale
  - Je Joue
  - Jimmyjane
  - Merci Toys
  - Natural Contours
  - Nexus
  - Njoy
  - OhMiBod
  - Papaya Toys
  - Standard Innovation
  - TME Products
  - Toyfriend
  - Vibratex

#### Meilleur jouet sexuel pour les couples (Best Sex Toy for Couples)
- We-Vibe II (Standard Innovation)
- Nommés :
  - Chippendales Diva, Love Fun Play
  - Finger Vibrator, Luxotiq
  - FixSation Couple’s Vibe, FixSation
  - Forbidden Fruit, Rianne-S
  - Genius Secret Vibe, Dorcel Toys
  - Intro to S&M Kit, Sex & Mischief (Sportsheets)
  - Koa Ring Vibe, PicoBong (LELO)
  - Mimi, Je Joue
  - Multi Vibe, Vibozzz
  - Oden, LELO
  - Ola, Minna Life
  - Quicki, UME Toys
  - Remote Control 10-Function Little Black Panty, California Exotic Novelties
  - Share, Fun Factory

#### Meilleur jouet sexuel pour les hommes (Best Sex Toy for Men)
- Blade (Fleshlight)
- Nommés :
  - Don Juan Silicone Anal Toy (Good Vibes Wholesale)
  - Duke (Fun Factory)
  - Falcon Pro Flex (Icon Brands)
  - Flesh Wrap (Ntimate)
  - Fuck Me Silly 3 Mega Masturbator (Pipedream Products)
  - Hand Solo (Rocks-Off)
  - Hero Remote Control Wireless Cockring (Nasstoys)
  - Nexus Revo (Nexus)
  - Rally Ring Enhancers (California Exotic Novelties)
  - Real Touch (AEBN)
  - Sue Johanson Travel Head Honcho Kit (California Exotic Novelties)
  - Teddy Babes (Teddy Babes)
  - Tempo (Aneros)
  - Tenga Flip Air (Tenga)

#### Meilleur jouet sexuel pour les femmes (Best Sex Toy for Women)
- Intensity, Jopen
- Nommés :
  - Ami, Je Joue
  - Bossy Extended Toyfriend, Toyfriend
  - Candy Stick, Papaya Toys
  - Fairy Pocket Mini, Merci Toys
  - Flirty G, Good Vibes Wholesale
  - Form 4, Jimmyjane
  - Freestyle-W, OhMiBod
  - Big Boss, Fun Factory
  - G-Spot Lollipop, G-Spot Lollipop
  - Mia, Blush Novelties
  - Midnight Collection Interchange 5.3, Trojan
  - Pink Bent G Dream, Don Wands
  - Two, Wet For Her
  - We-Vibe Touch, Standard Innovation

### Commerce et distribution

#### Meilleure boutique (Best Boutique)
- Good Vibrations (San Francisco)
- Nommés :
  - Adam & Eve (Raleigh)
  - Babeland (New York)
  - Come as You Are (Toronto)
  - Early to Bed (Chicago)
  - Good for Her (Toronto)
  - Kiki de Montparnasse (Los Angeles)
  - Mister Sister (Providence)
  - The Pleasure Chest (West Hollywood)
  - The Reddoor (Charlotte)
  - Self Serve (Albuquerque)
  - She Bop (Portland, OR)
  - Smitten Kitten (Minneapolis)
  - Spartacus Leathers (Portland, OR)
  - The Stockroom (Los Angeles)
  - Sugar (Baltimore)
  - Taboo (Richmond, VA)
  - The Tool Shed (Milwaukee)
  - A Touch of Romance (Bellingham, WA)
  - The Velvet Box (Fort Worth)

#### Meilleur site de vente en ligne (Best Retail Website)
- AdultDVDEmpire.com
- Nommés :
  - AdultEMart.com
  - AdamEve.com
  - AdultDVD.com
  - DVDExplorer.com
  - ExcaliburFilms.com
  - FemmeSpy.com
  - GameLink.com
  - GoodVibes.com
  - HustlerHollywood.com
  - NitetimeToys.com
  - SexToy.com
  - SheVibe.com
  - SugarDVD.com
  - TLARaw.com
  - YoureSoSexyLingerie.com

#### Meilleure chaine de magasins (Best Retail Chain)
- Hustler Hollywood
- Nommés :
  - Adam & Eve
  - Amazing Superstores
  - Ambiance
  - Castle Megastore
  - Cirilla's
  - Condom World
  - Deluxe
  - Dreamer's
  - Fairvilla
  - Fascinations
  - Lion's Den
  - Lover's Lane
  - LSMT (New Fine Arts)
  - Oregon Entertainment
  - Peekay
  - Romantix
  - Sara's Secret
  - Stag Shop
  - Starship

#### Meilleur distributeur de produits pour adultes (Best Adult Distributor)
- IVD/East coast News

### Récompenses spéciales

#### Visionary Award
- Steven Hirsch, Vivid Entertainment Group

#### Fan Awards
- Best Body : Riley Steele
- Favorite Porn Star : Riley Steele
- Hottest Sex Scene : Jesse Jane, Riley Steele, Kayden Kross, Stoya, BiBi Jones et Manuel Ferrara dans Babysitters 2 (Digital Playground)
- Twitter Queen : Riley Steele

#### Hall of Fame
- Juli Ashton
- Rob Black
- David Aaron Clark
- Dale DaBone
- Erik Everhard
- Alexander DeVoe
- Jenna Haze
- Alisha Klass
- Silvia Saint
- Mark Spiegler
- Scott Taylor
- Inari Vachs
- Stacy Valentine
- Nacho Vidal

#### Hall of Fame (Pleasure Product Branch)
- Larry Garland (Eldorado Trading Co.)
- Joel Tucker (Stockroom)
- Nick Orlandino (Pipedream Products)

#### Hall of Fame (Internet Founders Branch)
- Beth Mansfield (PersianKitty.com)
- Patrick (TheHun.net)
- Shap (Twistys.com)

## Récompenses et nominations multiples

### Actrices
En prenant en compte les prix décernés aux actrices (et les prix mixtes acteurs/actrices) et ceux décernés aux scènes, 228 actrices ont reçu au moins une nomination, les plus souvent citées étant Andy San Dimas (11 nominations), Asa Akira (11), Bobbi Starr (10), Gracie Glam (10), Alexis Texas (9), Brooklyn Lee (9) et Kagney Linn Karter (9). Sur la même base, 18 actrices ont reçu au moins un prix et 22 si on prend également en compte trophées décernés par les fans (Fans Awards).
Nominations :
11 : Andy San Dimas
Asa Akira
10 : Bobbi Starr
Gracie Glam
9 : Alexis Texas
Brooklyn Lee
Kagney Linn Karter
8 : Jesse Jane
Kristina Rose
Lily LaBeau
7 : Allie Haze
Chanel Preston
Kimberly Kane
6 : Capri Anderson
Dana DeArmond
Jenna Haze
Jessie Andrews
Kayden Kross
5 : Jynx Maze
Lexi Belle
Phoenix Marie
Skin Diamond
4 : Ann Marie Rios
Belladonna
Jayden James
Joanna Angel
Liza Del Sierra
Stoya
Tori Black
Zoe Voss
3 : Alektra Blue
Adrianna Nicole
BiBi Jones
Brandy Aniston
Bree Olson
Charley Chase
India Summer
Jada Stevens
Jessica Drake
Juelz Ventura
Lizz Tayler
Rebeca Linares
Riley Steele
Sarah Shevon
Sarah Vandella
Sinn Sage
Sunny Leone
Zoey Holloway
2 : Aiden Ashley
Aletta Ocean
Amber Rayne
Amy Brooke
April O'Neil
Ash Hollywood
Ashley Fires
Brooke Lee Adams
Cindy Dollar
Diamond Foxxx
Faye Reagan
Franceska Jaimes
Hillary Scott
Holly Michaels
Jenna Presley
Jennifer White
Jiz Lee
Justine Joli
Kaylani Lei
Lily Carter
Lisa Ann
Marie Luv
Melanie Rios
Misty Stone
Samantha Ryan
Selena Rose
Tanner Mayes
Teagan Presley
Tori Lux
Récompenses :
6 : Asa Akira
5 : Brooklyn Lee
4 : Riley Steele
2 : Bobbi Starr
Jesse Jane
Juelz Ventura
1 : Aleska Diamond
Andy San Dimas
Belladonna
BiBi Jones
Bridgette B
Dana DeArmond
Diamond Foxxx
India Summer
Jada Stevens
Jessie Andrews
Kayden Kross
Kristina Rose
Lexi Belle
Missy Martinez
Stoya
Zoey Holloway

### Acteurs
128 acteurs ont été nommés pour l'un des prix décernés aux acteurs (ou mixte acteurs/actrices) ou aux scènes (à noter que pour le prix décerné à la meilleure scène de fellation, seuls les noms des actrices sont citées dans les nominations). 17 d'entre eux ont obtenu au moins un prix.
Nominations :
15 : Mick Blue
13 : James Deen
Toni Ribas
10 : Manuel Ferrara
Mark Wood (es)
Ramon Nomar
9 : Erik Everhard
Nacho Vidal
8 : John Strong
7 : Anthony Rosano
Tommy Gunn
Xander Corvus
6 : Evan Stone
Tim Von Swine
5 : Jon Jon
Scott Nails
4 : Broc Adams
Danny Mountain (es)
Keni Styles (en)
Mr. Pete
Rocco Reed
Rocco Siffredi
Steve Holmes
3 : Tom Byron
Danny Wylde (en)
Alec Knight
Chris Strokes
Ian Scott
Otto Bauer
Prince Yahshua
Randy Spears
Ron Jeremy
2 : Alex Gonz
Ben English
Dale DaBone
Dick Chibbles
Jack Vegas
James Bartholet (en)
James Brossman
JJ
Johnny Sins
Jordan Ash
L.T.
Lexington Steele
Mac Turner
Marco Banderas (en)
Nick Lang
Omar Galanti
Pascal White
Rico Strong
Ryan McLane
Tee Reel
Timo Hardy
Tommy Pistol
Seth Gamble
Récompenses :
3 : Manuel Ferrara
Toni Ribas
2 : Erik Everhard
Mick Blue
Nacho Vidal
Xander Corvus
1 : Dale DaBone
Danny Mountain (es)
Ian Scott
James Bartholet (en)
Johnny Castle
Jon Jon
Broc Adams
Ramon Nomar
Rocco Siffredi
John Strong
Ron Jeremy